# Список млекопитающих Аргентины

Это список видов млекопитающих, распространённых на территории Аргентины. По состоянию на февраль 2011 года, всего в Аргентине насчитывается 398 видов млекопитающих, из которых один является вымершим (EX), шесть находятся под критической угрозой исчезновения (CR), четырнадцати видам угрожает исчезновение (EN), девятнадцать — уязвимы (VU) и 31 вид находится в состоянии, близком к уязвимости (NT).
Для обозначения охранного статуса каждого вида (сообразно определению Международного союза охраны природы (МСОП/IUCN)) применяются следующие отметки:
| EX | Исчезнувшие виды                 | Нет поводов для сомнений в гибели последнего представителя вида. |
| EW | Исчезнувшие в дикой природе      | Представители видов сохранились только в неволе. |
| CR | Виды на грани исчезновения       | Численность вида сократилась или может сократиться на 80 % в течение трех поколений.                                                                                                 |
| EN | Вымирающие виды                  | Виды, которые подвержены угрозе вымирания из-за своей критически малой численности, либо воздействия определённых факторов окружающей среды.                                         |
| VU | Находятся в уязвимом положении   | Виды, находящиеся под риском стать вымирающими. Они нуждаются в мониторинге численности и темпа размножения, а также в мерах, способствующих сохранению их среды обитания.           |
| NT | Близки к уязвимому положению     | Виды или нижние таксоны, которые могут рассматриваться как находящиеся под опасностью исчезновения в ближайшем будущем, хотя в настоящее время они не претендуют на статус уязвимых. |
| LC | Находятся под наименьшей угрозой | Виды или таксоны, не входящие в какую-либо иную категорию и, следовательно, не испытывают угроз своему существованию.                                                                |
| DD | Данных недостаточно              | Недостаточно информации для определения охранного статуса вида. |

## Подкласс:Звери(Theria)

### Инфракласс:Сумчатые(Marsupialia)

#### Отряд:Опоссумы(Didelphimorphia)

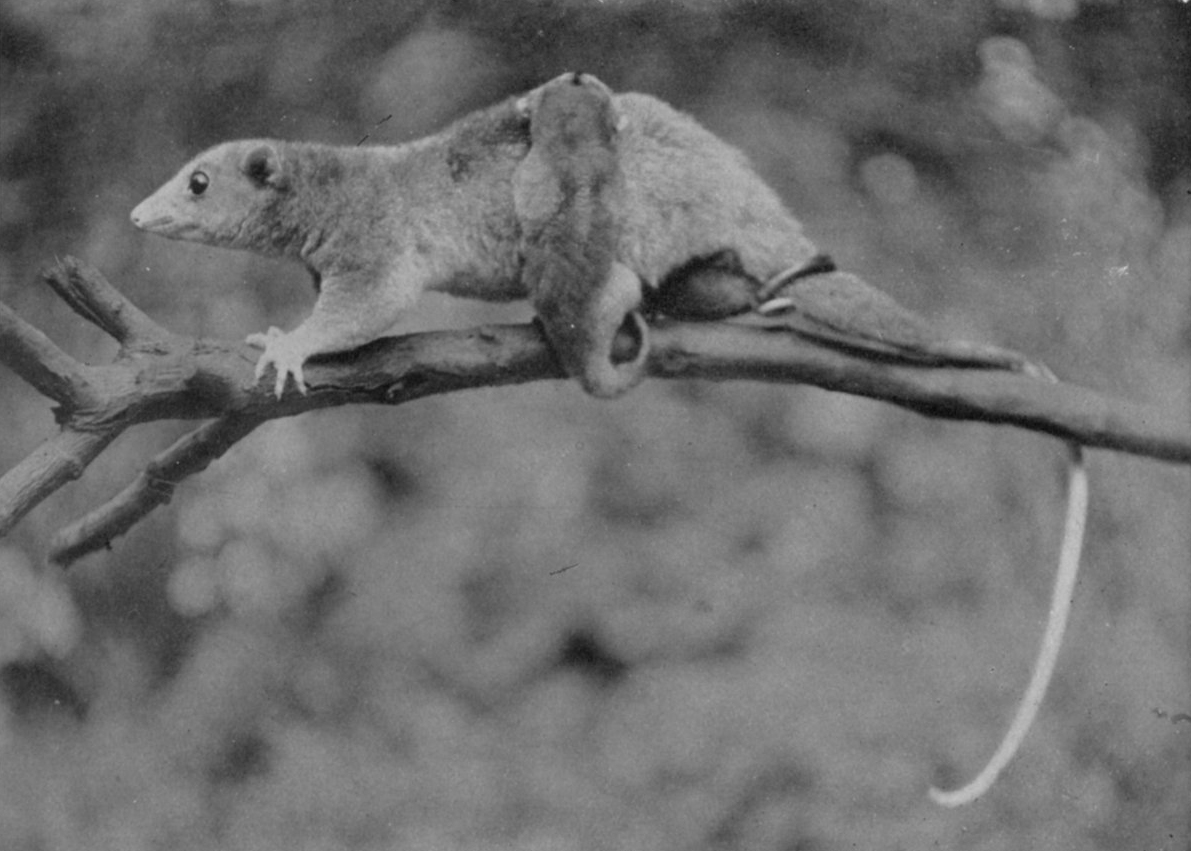
Пушистый опоссум

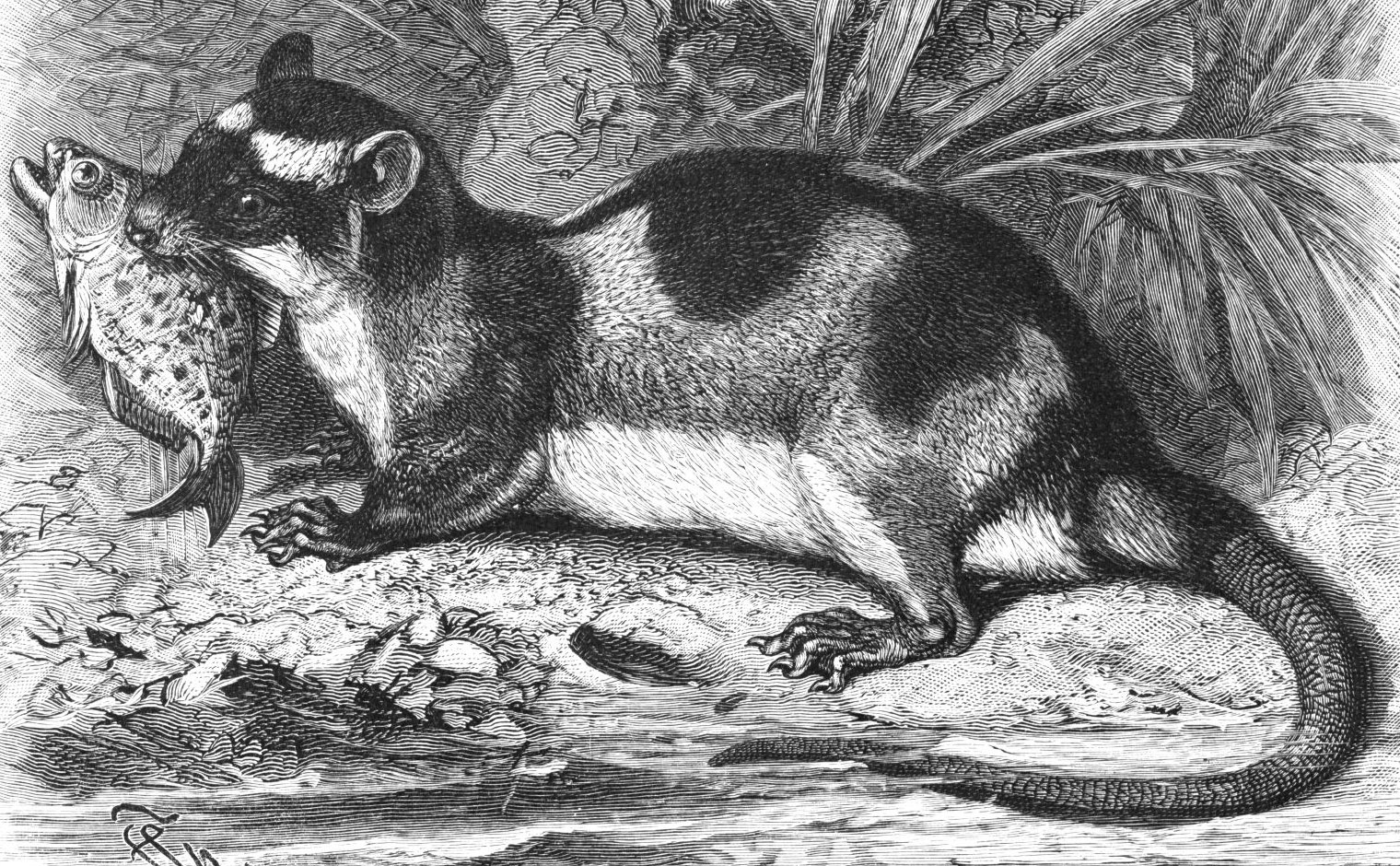
Водяной опоссум

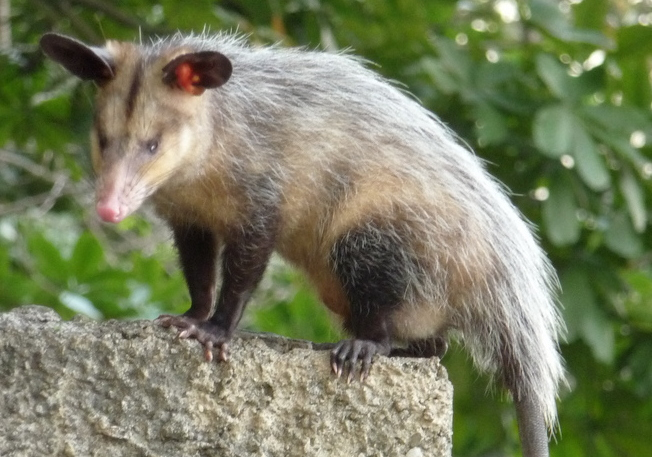
Didelphis marsupialis

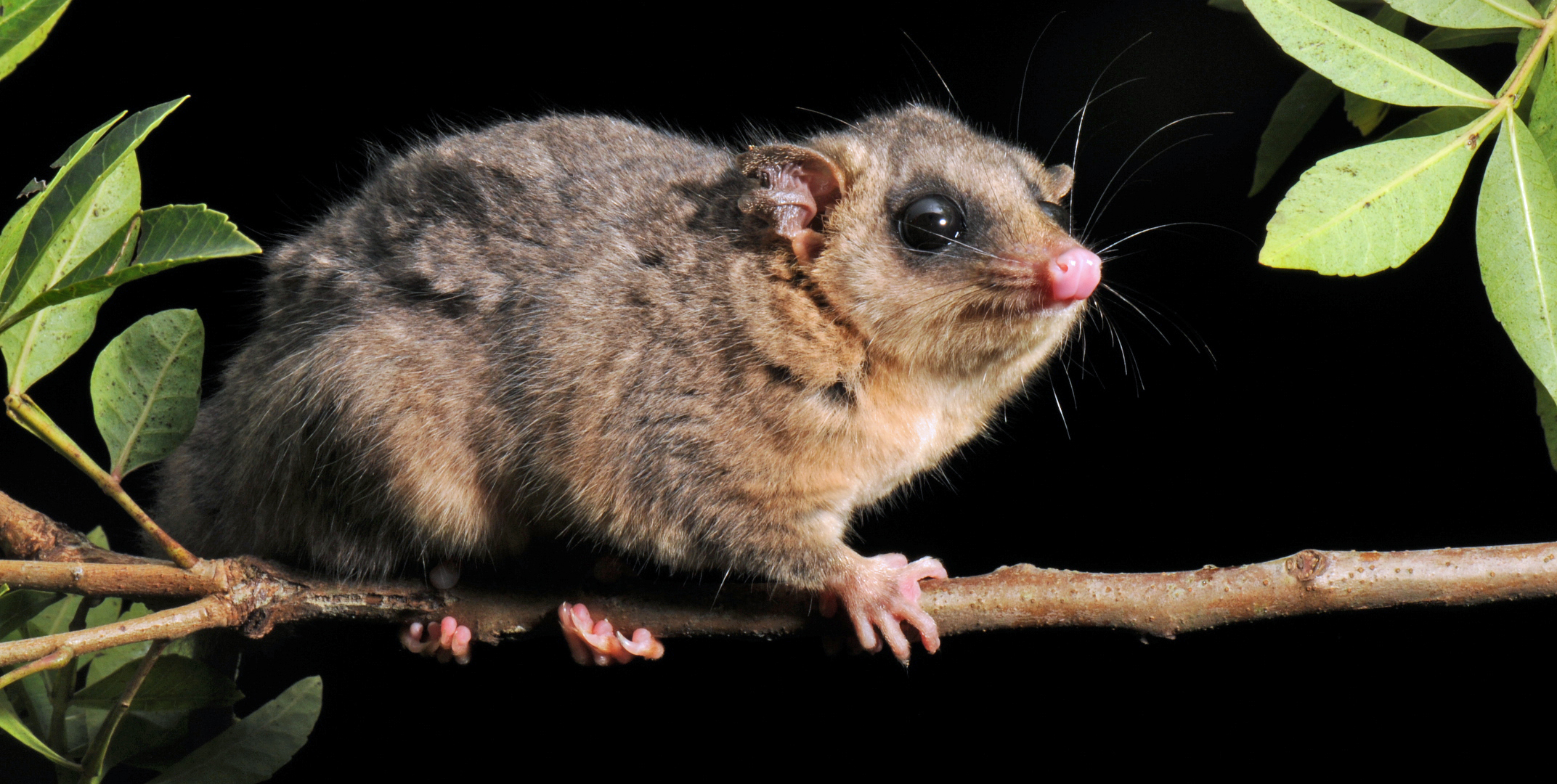
Marmosa paraguayana

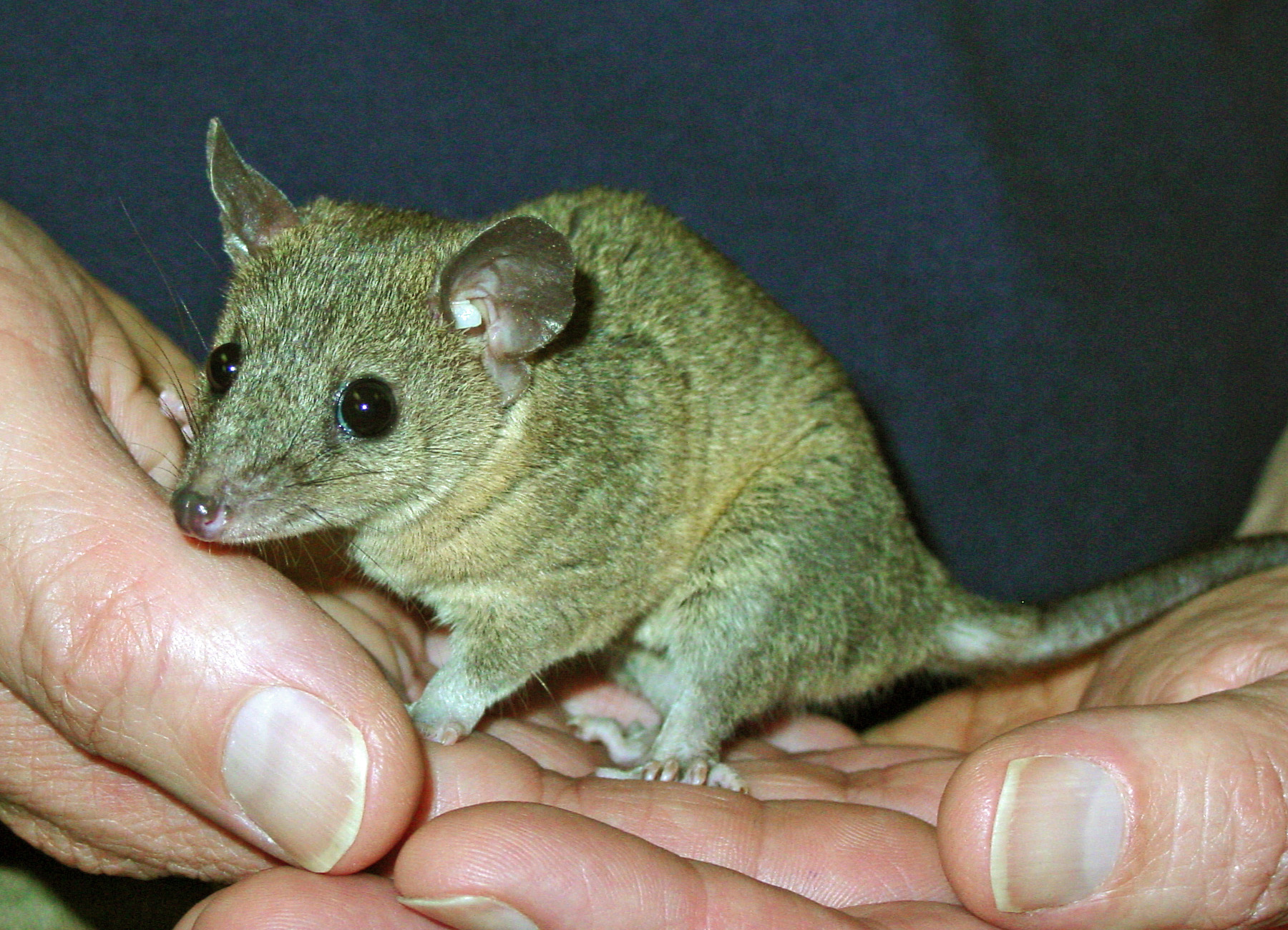
Monodelphis domestica

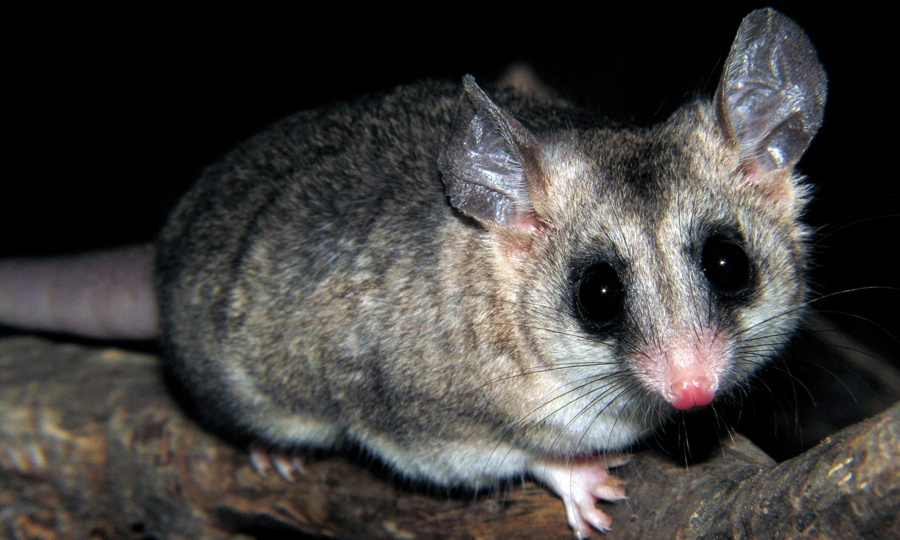
Thylamys elegans

- Семейство: Опоссумовые (Didelphidae)
  - Подсемейство: Caluromyinae
    - Род: Пушистые опоссумы (Caluromys)
      - Caluromys lanatus LC

  - Подсемейство: Didelphinae
    - Род: Chacodelphys
      - Chacodelphys formosa VU

    - Род: Водяные опоссумы (Chironectes)
      - Водяной опоссум (Chironectes minimus) LC

    - Род: Cryptonanus
      - Cryptonanus chacoensis LC
      - Cryptonanus ignitus † EX

    - Род: Обыкновенные опоссумы (Didelphis)
      - Didelphis albiventris LC
      - Didelphis aurita LC
      - Didelphis marsupialis LC

    - Род: Изящные опоссумы (Gracilinanus)
      - Gracilinanus agilis LC
      - Gracilinanus microtarsus LC

    - Род: Патагонские опоссумы (Lestodelphys)
      - Патагонский опоссум (Lestodelphys halli) LC

    - Род: Lutreolina
      - Lutreolina crassicaudata LC

    - Род: Мышиные опоссумы (Marmosa)
      - Подрод: Мохнатые мышиные опоссумы (Micoureus)
        - Marmosa constantiae LC
        - Парагвайский мышиный опоссум (Marmosa paraguayana) LC

    - Род: Буролицые опоссумы (Metachirus)
      - Metachirus nudicaudatus LC

    - Род: Короткохвостые опоссумы (Monodelphis)
      - Серый короткохвостый опоссум (Monodelphis dimidiata) LC
      - Домовой опоссум (Monodelphis domestica) LC
      - Карликовый короткохвостый опоссум (Monodelphis kunsi) LC
      - Красноголовый опоссум (Monodelphis scalops) LC
      - Землеройковидный опоссум (Monodelphis sorex) LC
      - Однополосый опоссум (Monodelphis unistriata)One-striped Opossum DD

    - Род: Четырёхглазые опоссумы (Philander)
      - Юго-восточный четырёхглазый опоссум (Philander frenata) LC

    - Род: Толстохвостые опоссумы (Thylamys)
      - Thylamys cinderella LC
      - Элегантный толстохвостый опоссум (Thylamys elegans) LC
      - Thylamys pallidior LC
      - Thylamys pusillus LC
      - Аргентинский толстохвостый опоссум (Thylamys sponsorius) LC
      - Thylamys venustus DD

#### Отряд:Ценолесты(Paucituberculata)
- Семейство: Ценолестовые (Caenolestidae)
  - Род: Чилийские ценолесты (Rhyncholestes)
    - Чилийский ценолест (Rhyncholestes raphanurus) NT

#### Отряд:Микробиотерии(Microbiotheria)

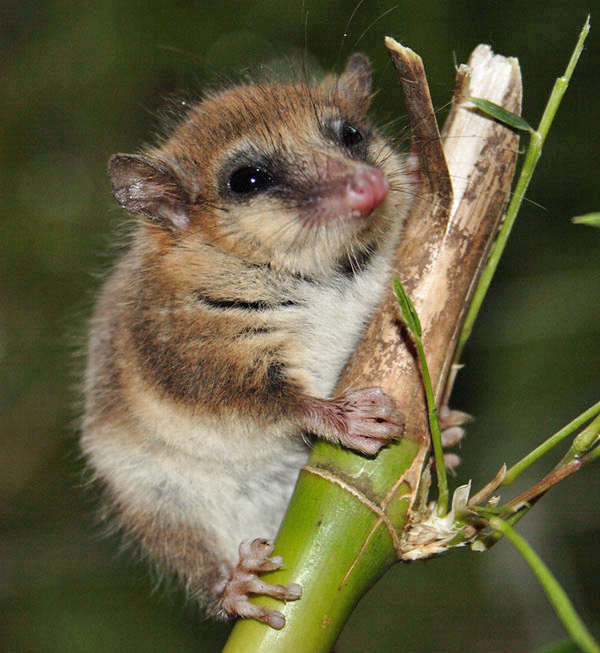
Чилоэский опоссум на бамбуке

- Семейство: Microbiotheriidae
  - Род: Чилоэские опоссумы (Dromiciops)
    - Чилоэский опоссум (Dromiciops gliroides) NT

### Инфракласс:Плацентарные(Placentalia)

#### Отряд:Броненосцы(Cingulata)

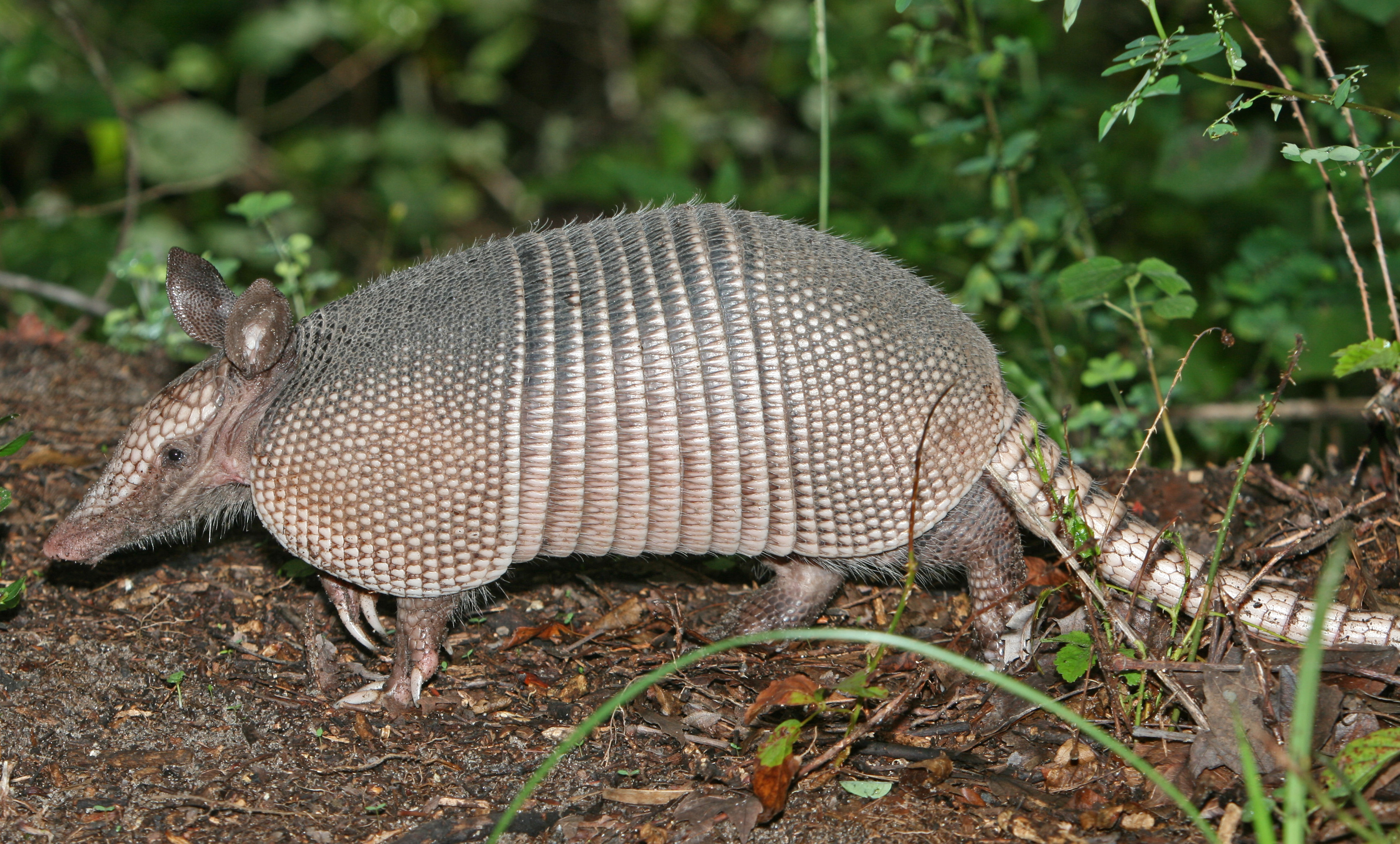
Девятипоясный броненосец

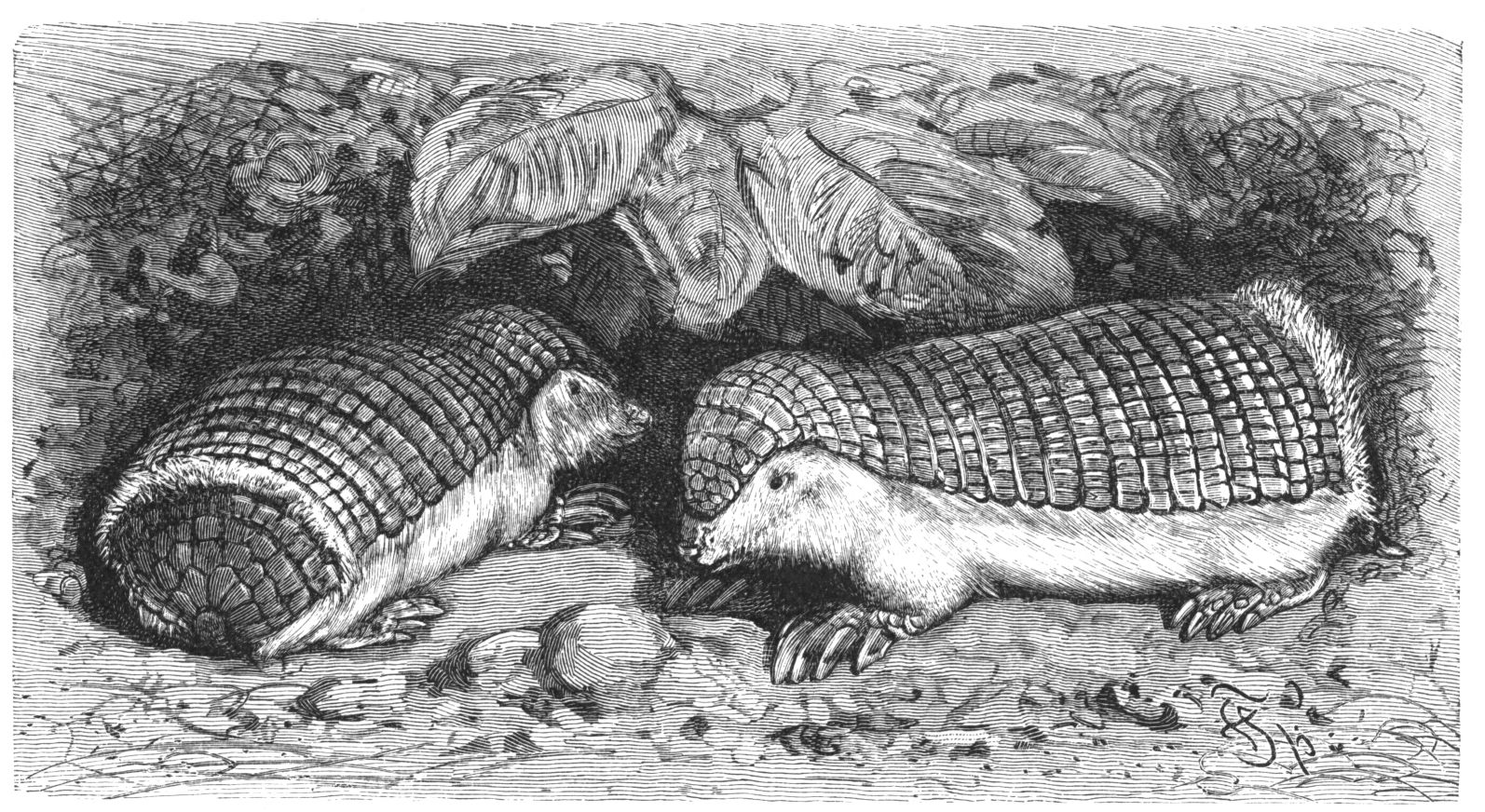
Плащеносный броненосец

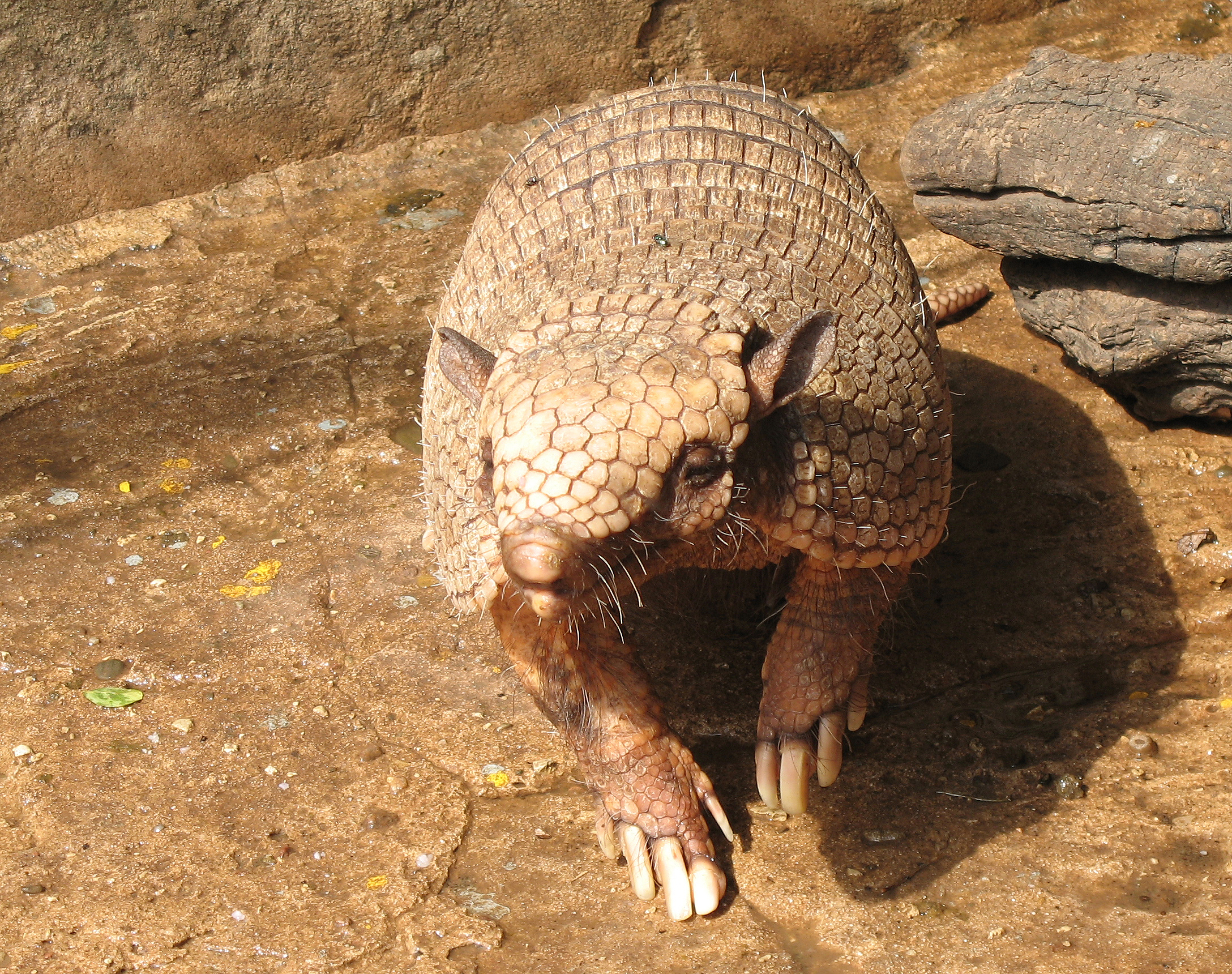
Шестипоясный броненосец

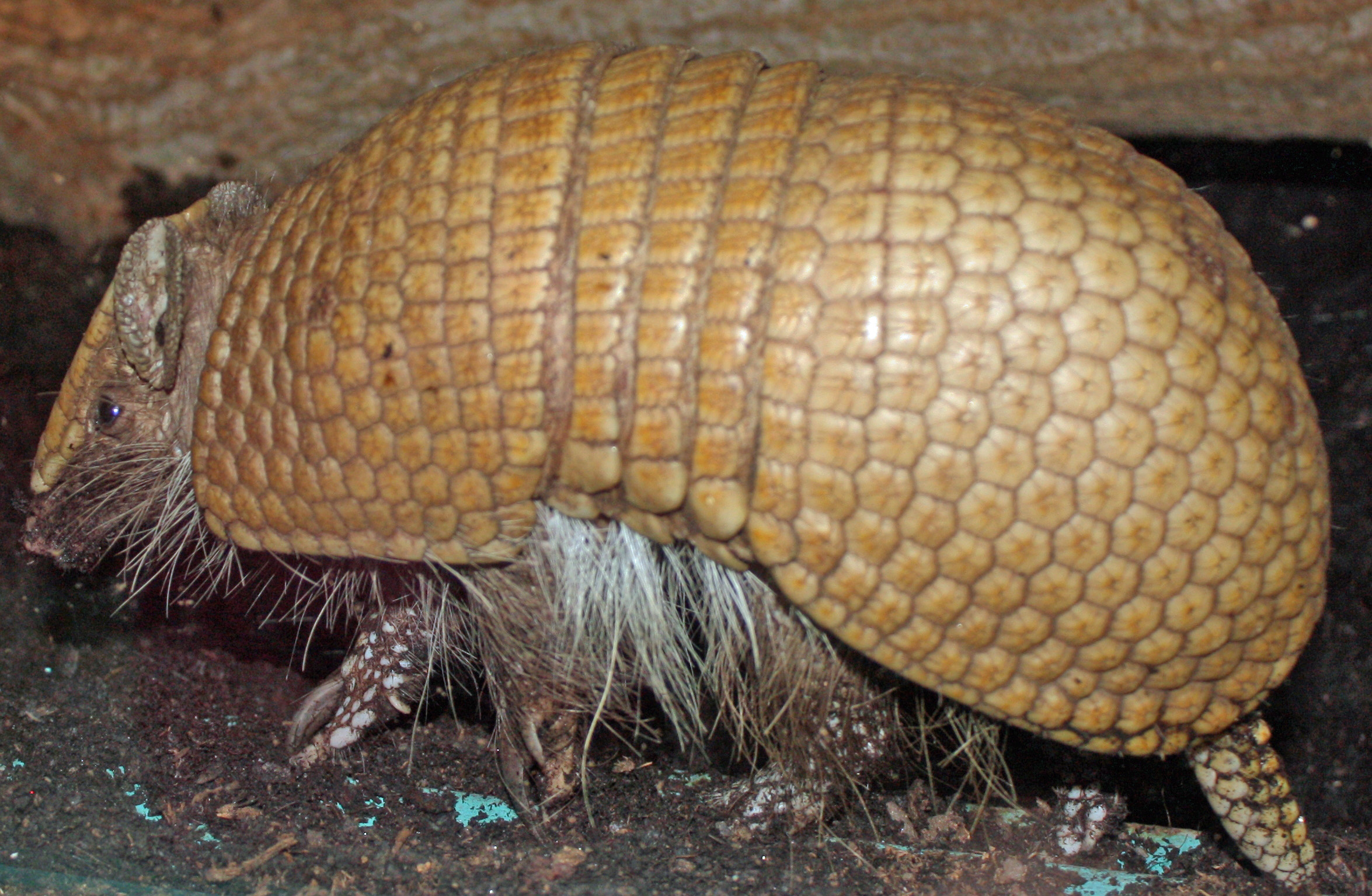
Трёхпоясный шаровой броненосец

- Семейство: Броненосцевые (Dasypodidae)
  - Род: Девятипоясные броненосцы (Dasypus)
    - Короткохвостый броненосец (Dasypus hybridus) NT
    - Девятипоясный броненосец (Dasypus novemcinctus) LC
    - Семипоясный броненосец (Dasypus septemcinctus) LC
    - Аргентинский броненосец (Dasypus yepesi) DD
- Семейство: Chlamyphoridae
  - Подсемейство: Chlamyphorinae
    - Род: Calyptophractus
      - Щитоносный броненосец (Calyptophractus retusus) DD

    - Род: Плащеносные броненосцы (Chlamyphorus)
      - Плащеносный броненосец (Chlamyphorus truncatus) DD

  - Подсемейство: Euphractinae
    - Род: Euphractus
      - Шестипоясный броненосец (Euphractus sexcinctus) LC

    - Род: Chaetophractus
      - Чилийский броненосец (Chaetophractus nationi) VU
      - Длинноволосый броненосец (Chaetophractus vellerosus) LC
      - Щетинистый броненосец (Chaetophractus villosus) LC

    - Род: Zaedyus
      - Карликовый броненосец (Zaedyus pichiy) NT

  - Подсемейство: Tolypeutinae
    - Род: Голохвостые броненосцы (Cabassous)
      - Чакский броненосец (Cabassous chacoensis) NT
      - Большой голохвостый броненосец (Cabassous tatouay) LC

    - Род: Priodontes
      - Гигантский броненосец (Priodontes maximus) VU

    - Род: Трёхпоясные броненосцы (Tolypeutes)
      - Шаровидный броненосец (Tolypeutes matacus) NT

#### Отряд:Неполнозубые(Pilosa)
- Подотряд: Ленивцы (Folivora)

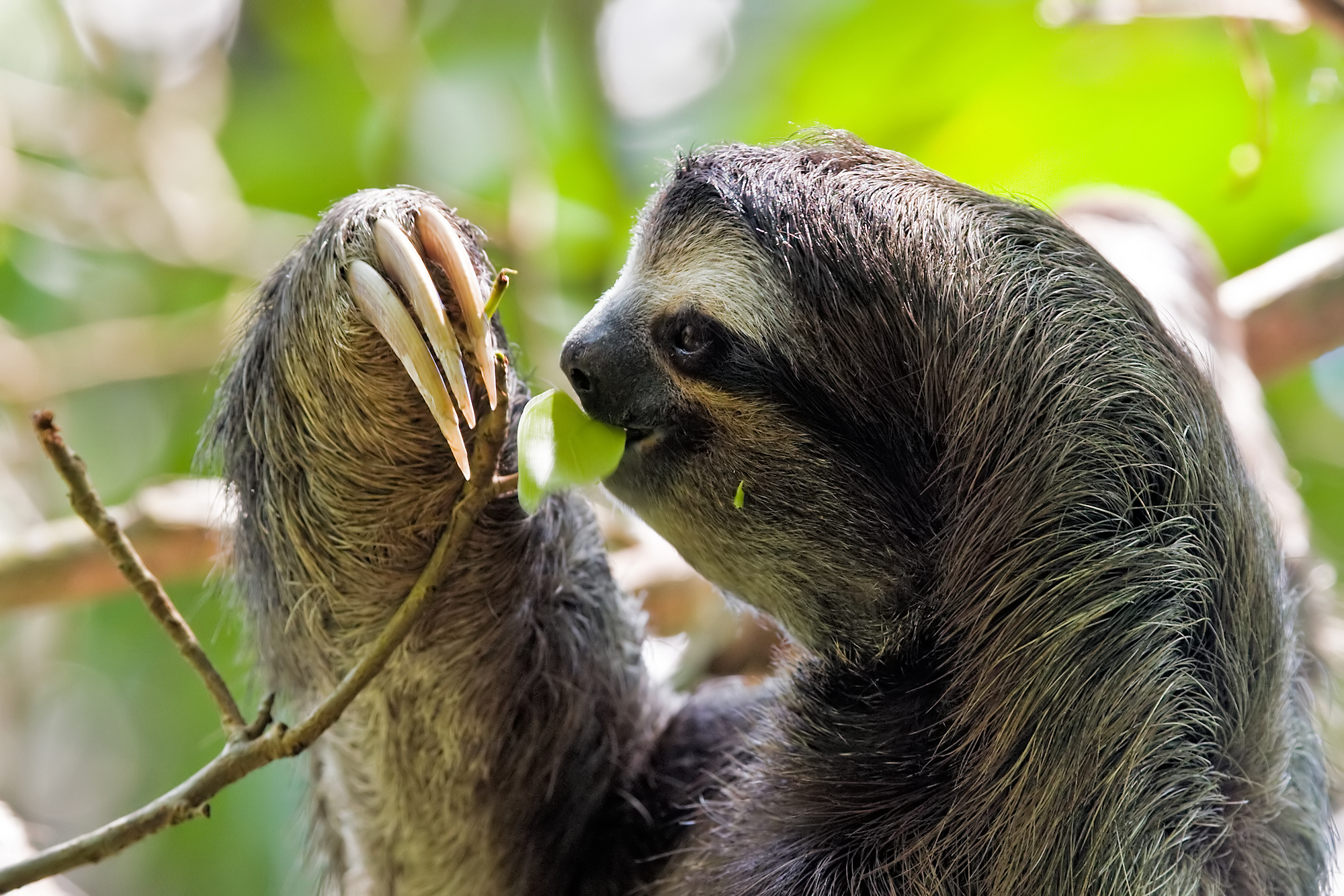
Бурогорлый ленивец

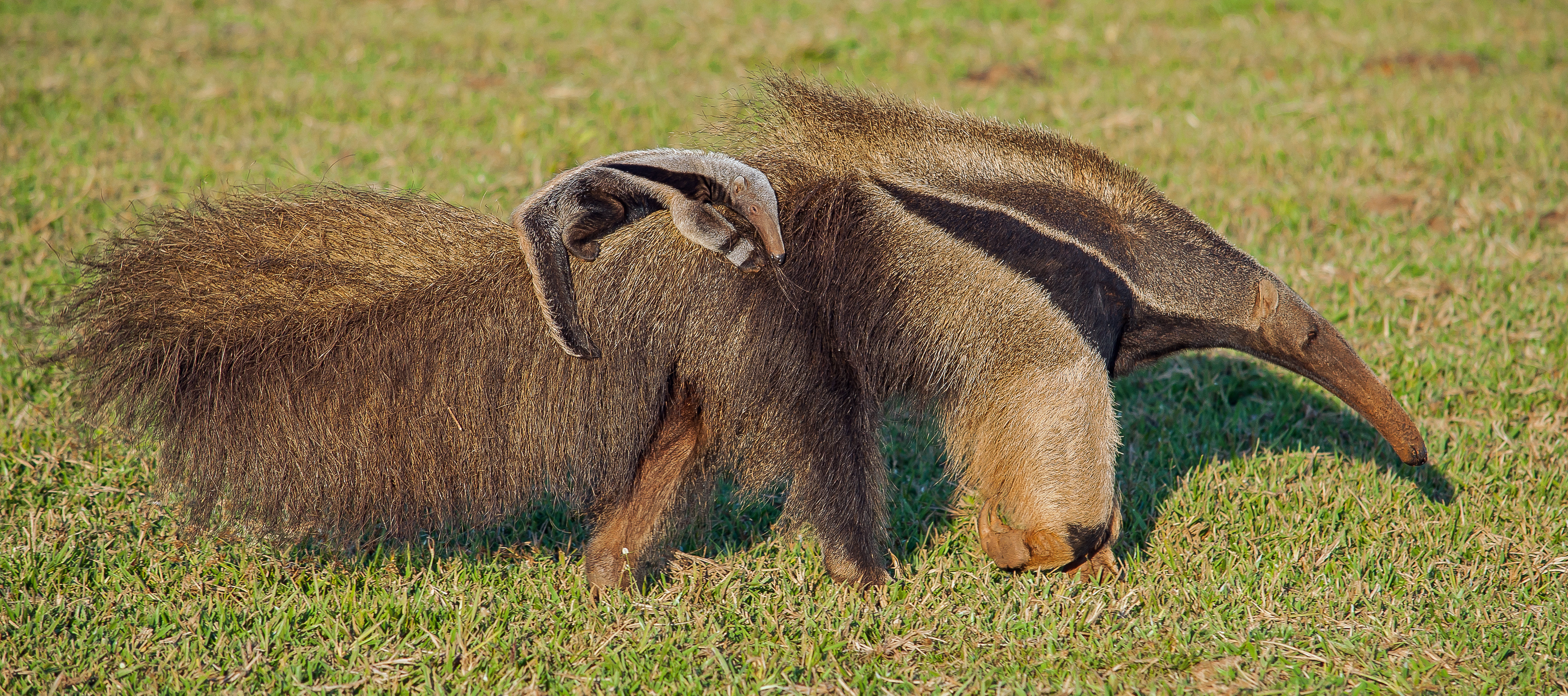
Гигантский муравьед

  - Семейство: Трёхпалые ленивцы (Bradypodidae)
    - Род: Bradypus
      - Бурогорлый ленивец (Bradypus variegatus) LC
- Подотряд: Муравьеды (Vermilingua)
  - Семейство: Муравьедовые (Myrmecophagidae)
    - Род: Гигантские муравьеды (Myrmecophaga)
      - Гигантский муравьед (Myrmecophaga tridactyla) VU

    - Род: Четырёхпалые муравьеды (Tamandua)
      - Четырёхпалый муравьед (Tamandua tetradactyla) LC

#### Отряд:Приматы(Primates)

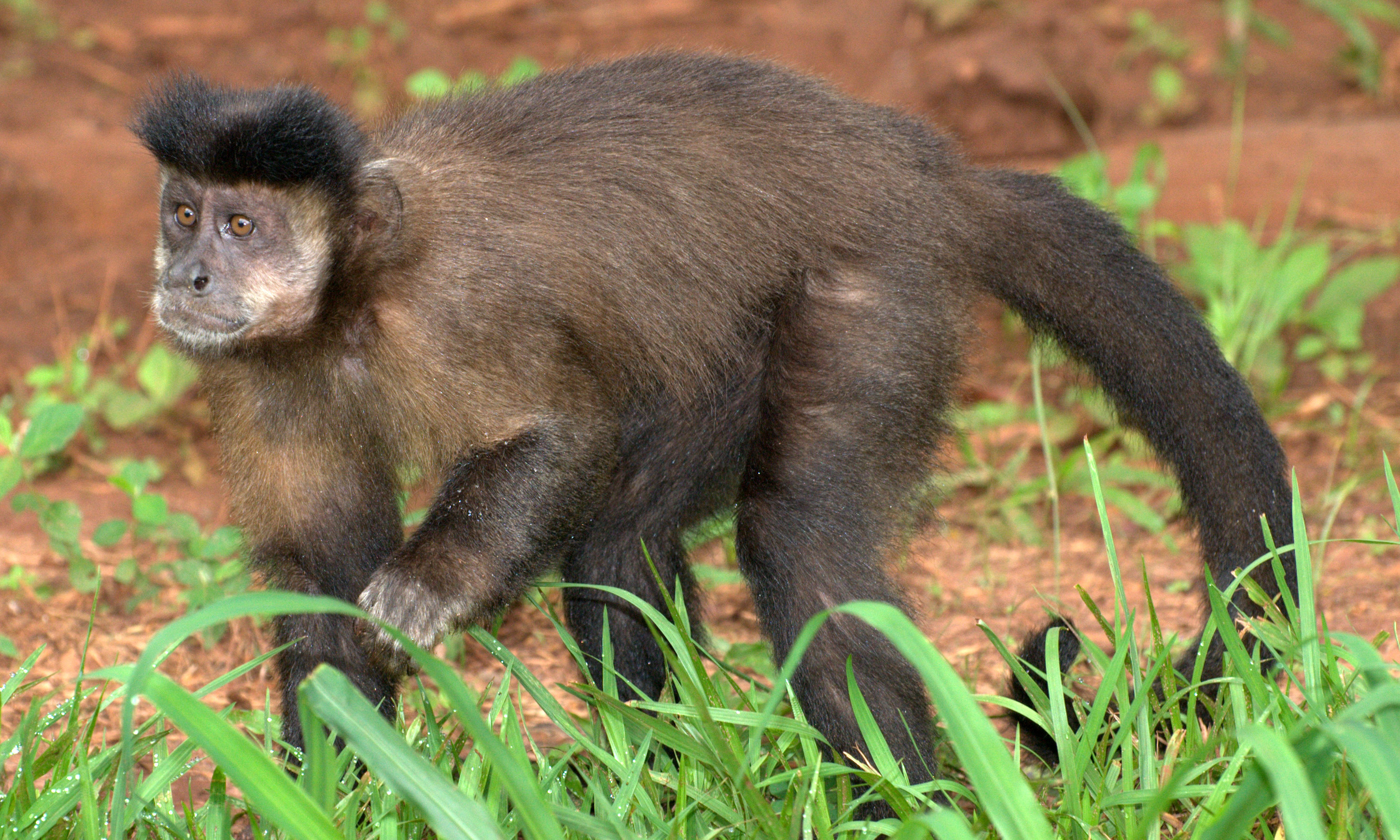
Бурый капуцин.

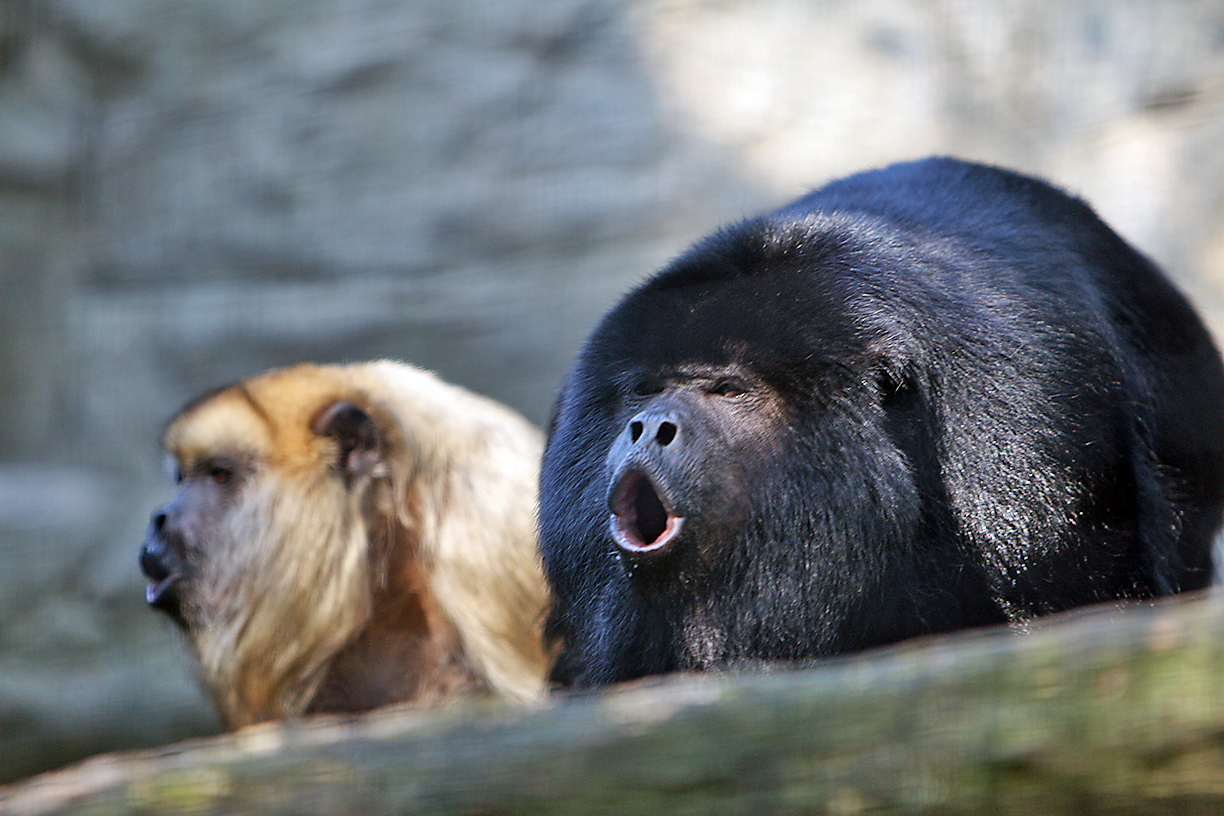
Чёрный ревун, самка и самец.

- Подотряд: Сухоносые обезьяны (Haplorrhini)
  - Инфраотряд: Обезьянообразные (Simiiformes)
    - Парвотряд : Широконосые обезьяны (Platyrrhini)
      - Семейство: Цепкохвостые обезьяны (Cebidae)
        - Подсемейство: Cebinae
          - Род: Капуцины (Sapajus)
            - Чернополосый капуцин (Sapajus libidinosus) LC
            - Бурый капуцин (Sapajus nigritus) NT

      - Семейство: Ночные обезьяны (Aotidae)
        - Род: Ночные обезьяны (Aotus)
          - Азарская мирикина (Aotus azarae) LC

      - Семейство: Паукообразные обезьяны (Atelidae)
        - Подсемейство: Alouattinae
          - Род: Ревуны (Alouatta)
            - Чёрный ревун (Alouatta caraya) LC
            - Бурый ревун (Alouatta guariba) LC

#### Отряд:Зайцеобразные(Lagomorpha)

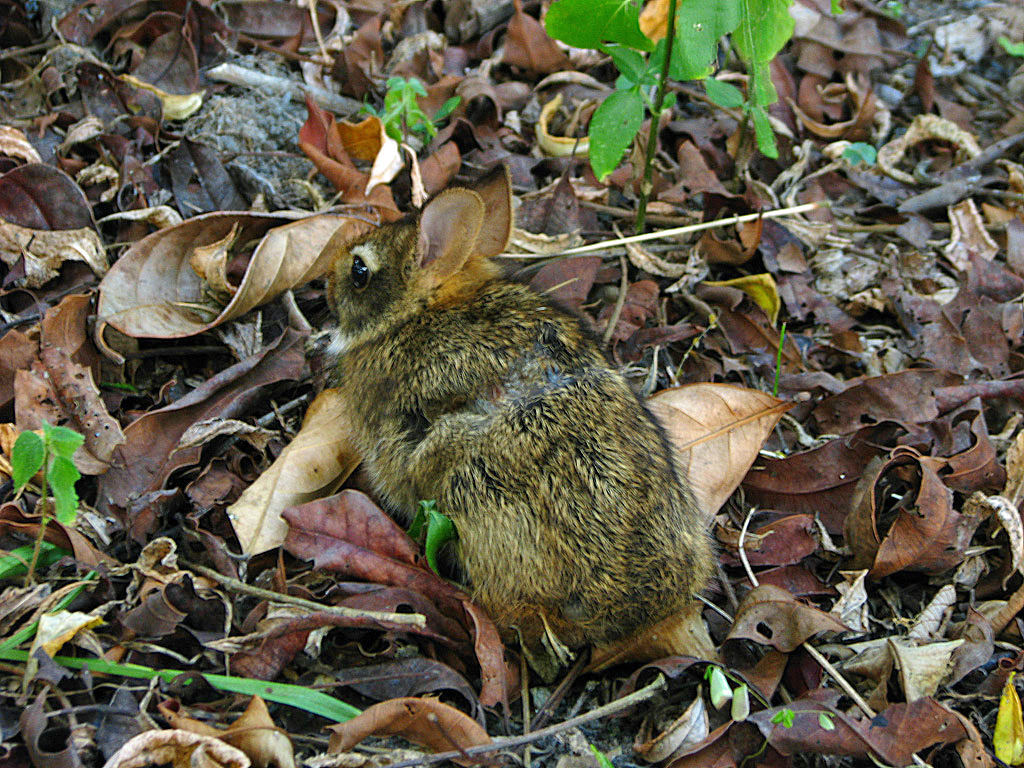
Бразильский кролик

- Семейство: Зайцевые (Leporidae)
  - Род: Американские кролики (Sylvilagus)
    - Подрод Tapeti
      - Бразильский кролик (Sylvilagus brasiliensis) LC

#### Отряд:Грызуны(Rodentia)

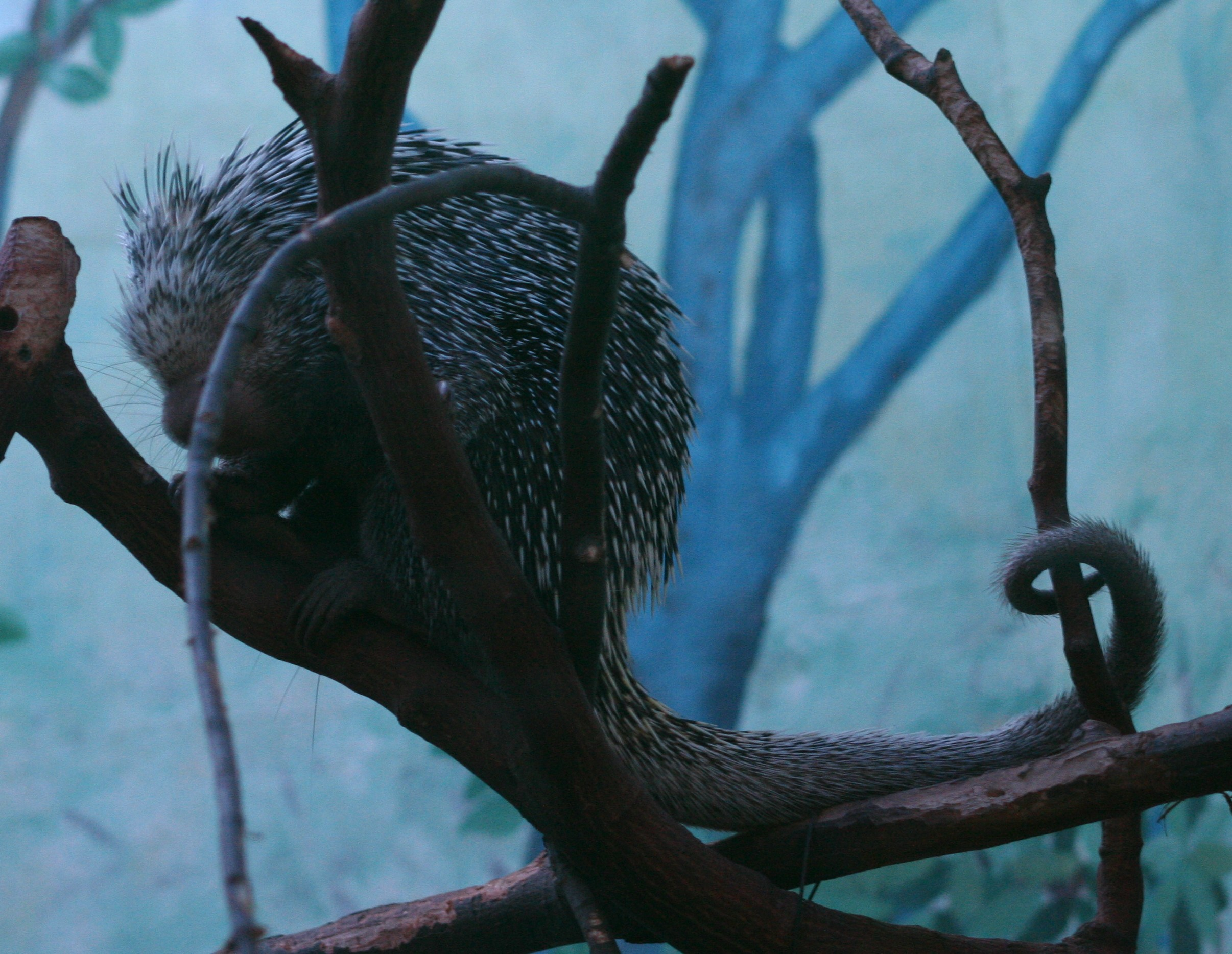
Цепкохвостый дикобраз

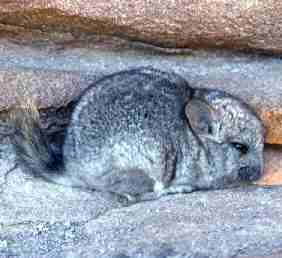
Короткохвостая шиншилла

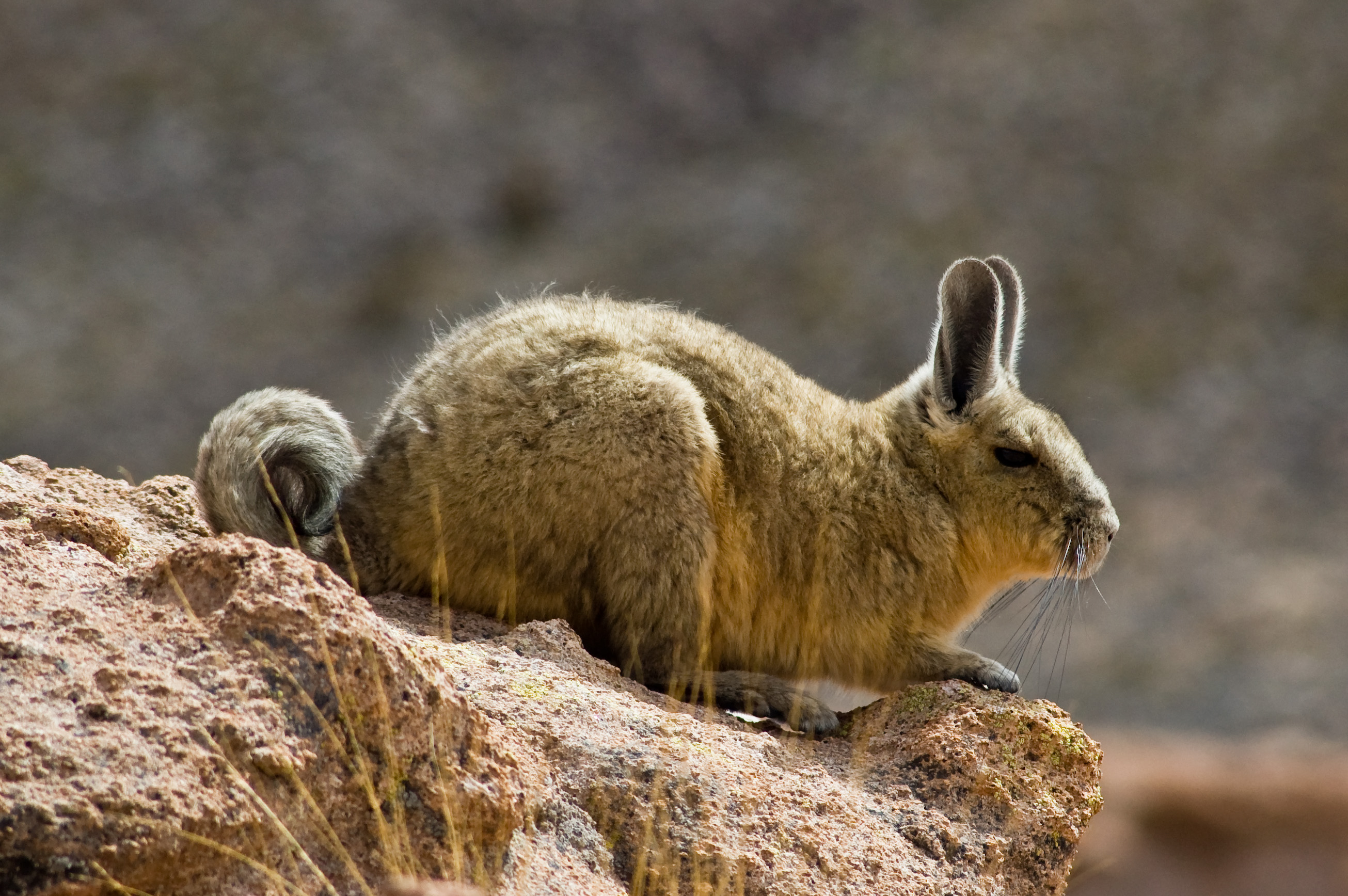
Горная вискаша

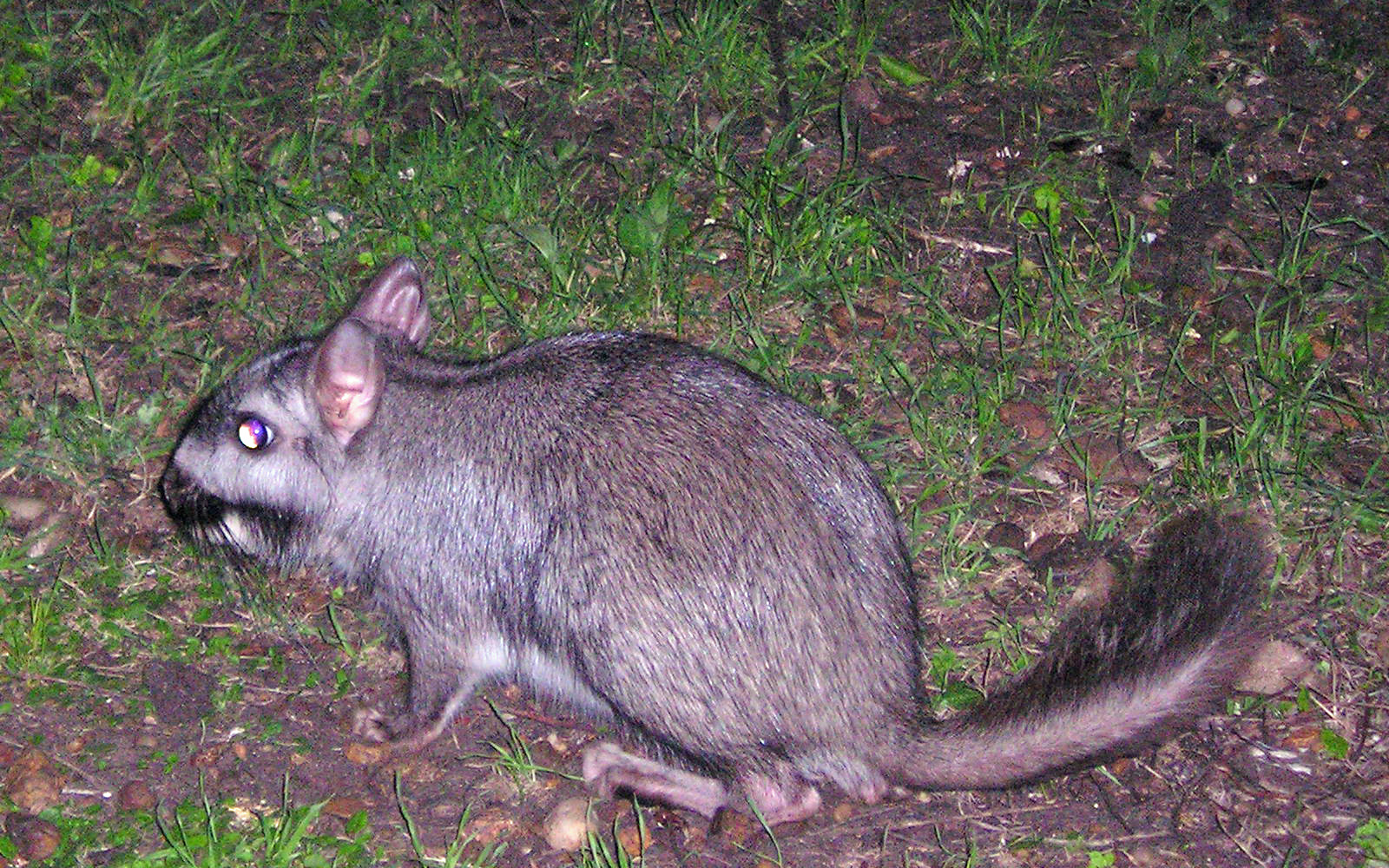
Равнинная вискаша

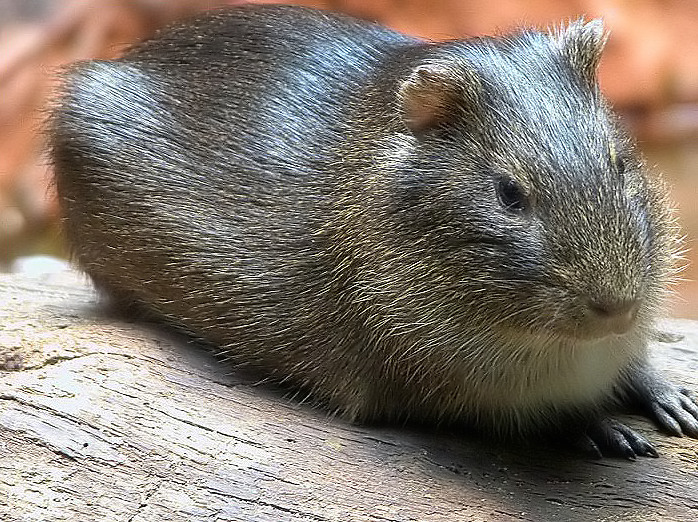
Бразильская свинка

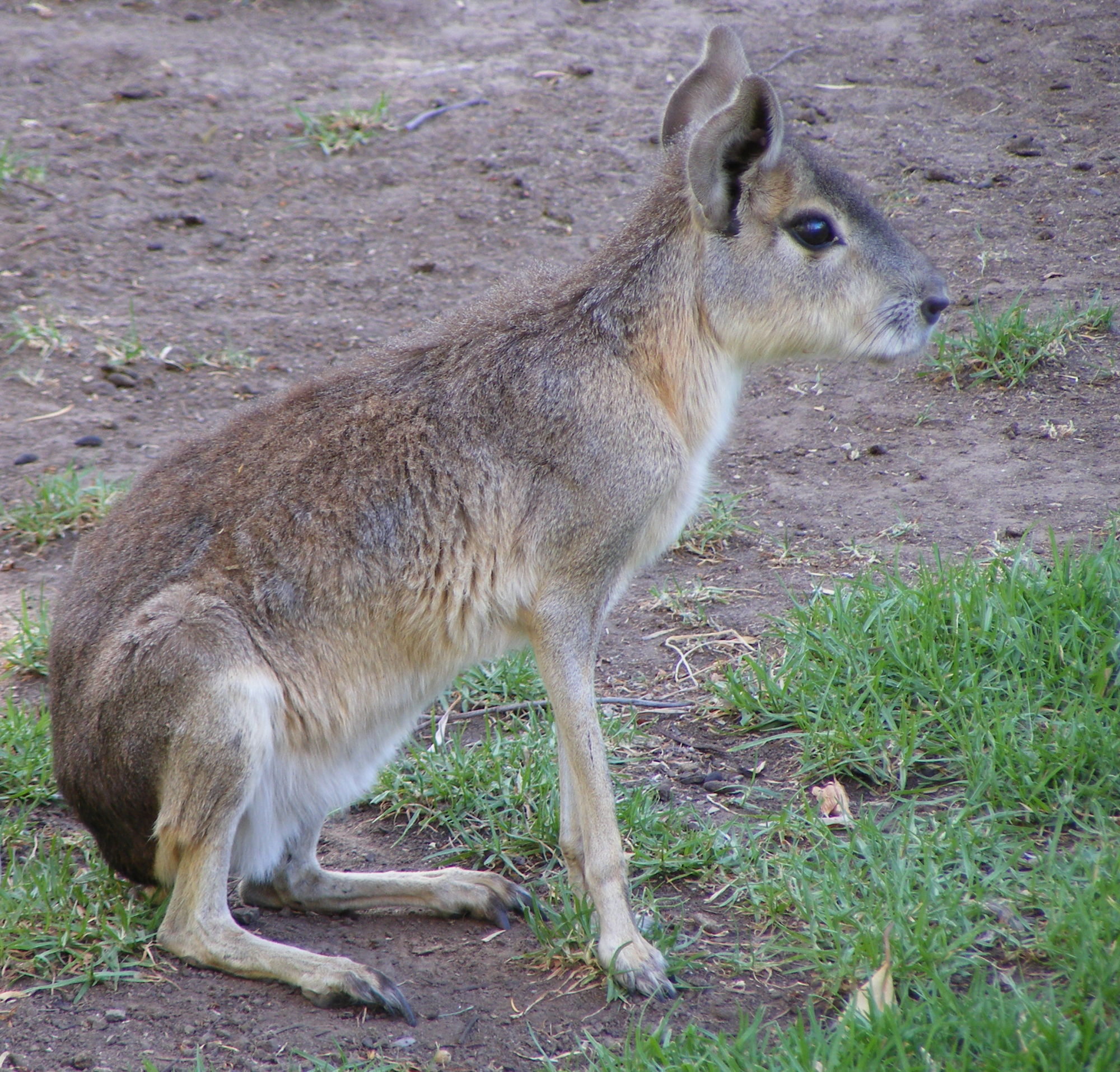
Патагонская мара

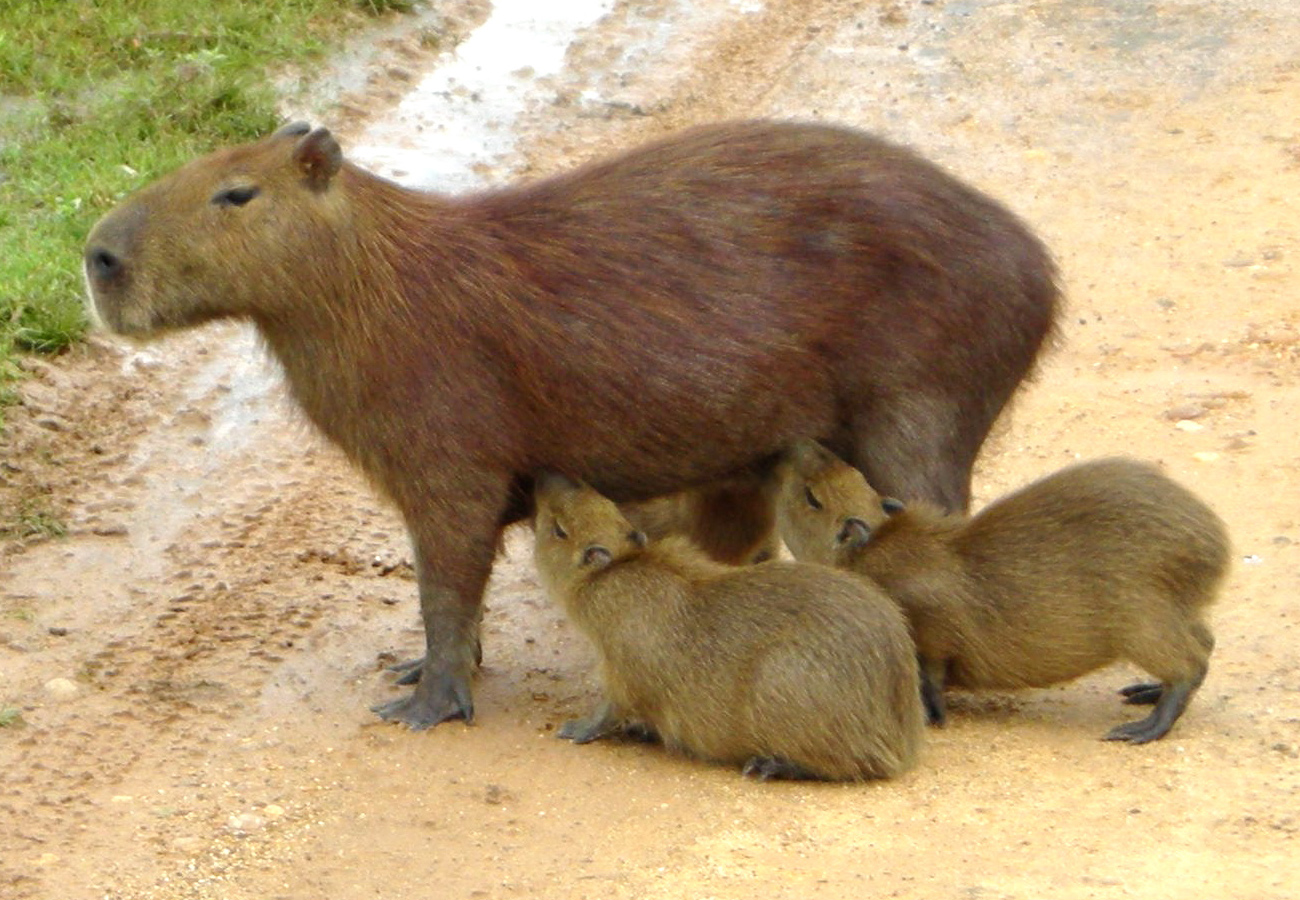
Капибара

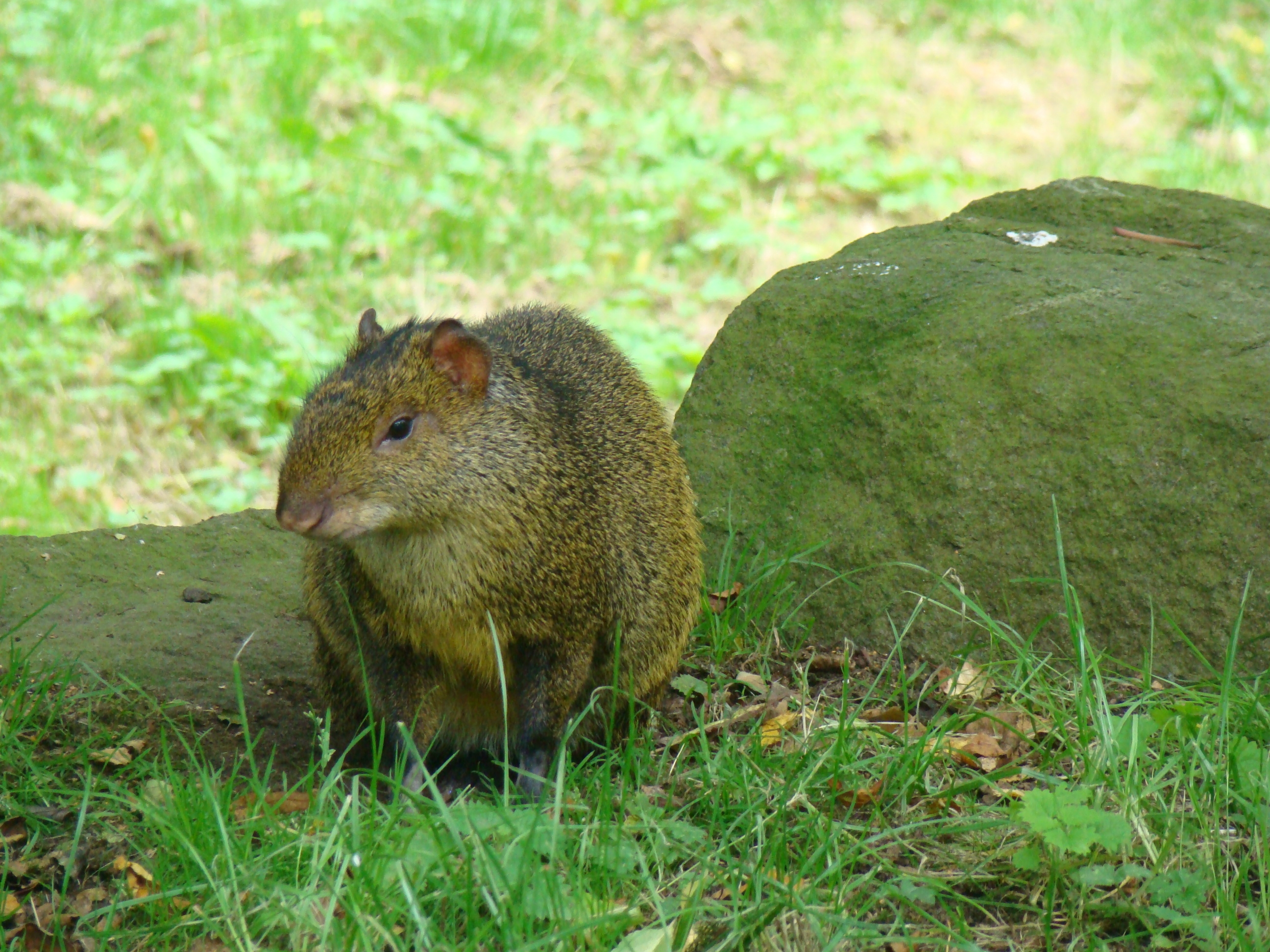
Агути Азары

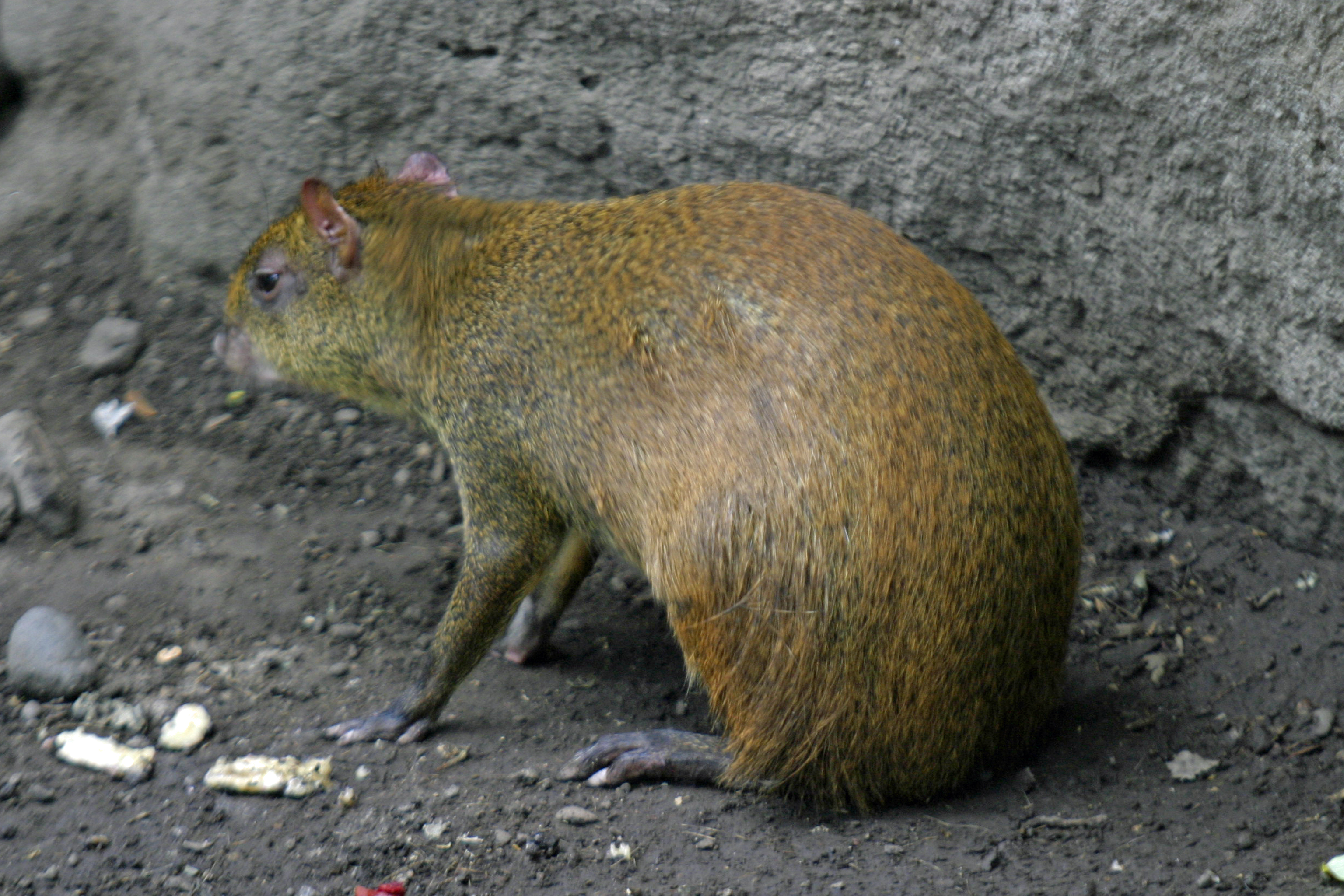
Центральноамериканский агути

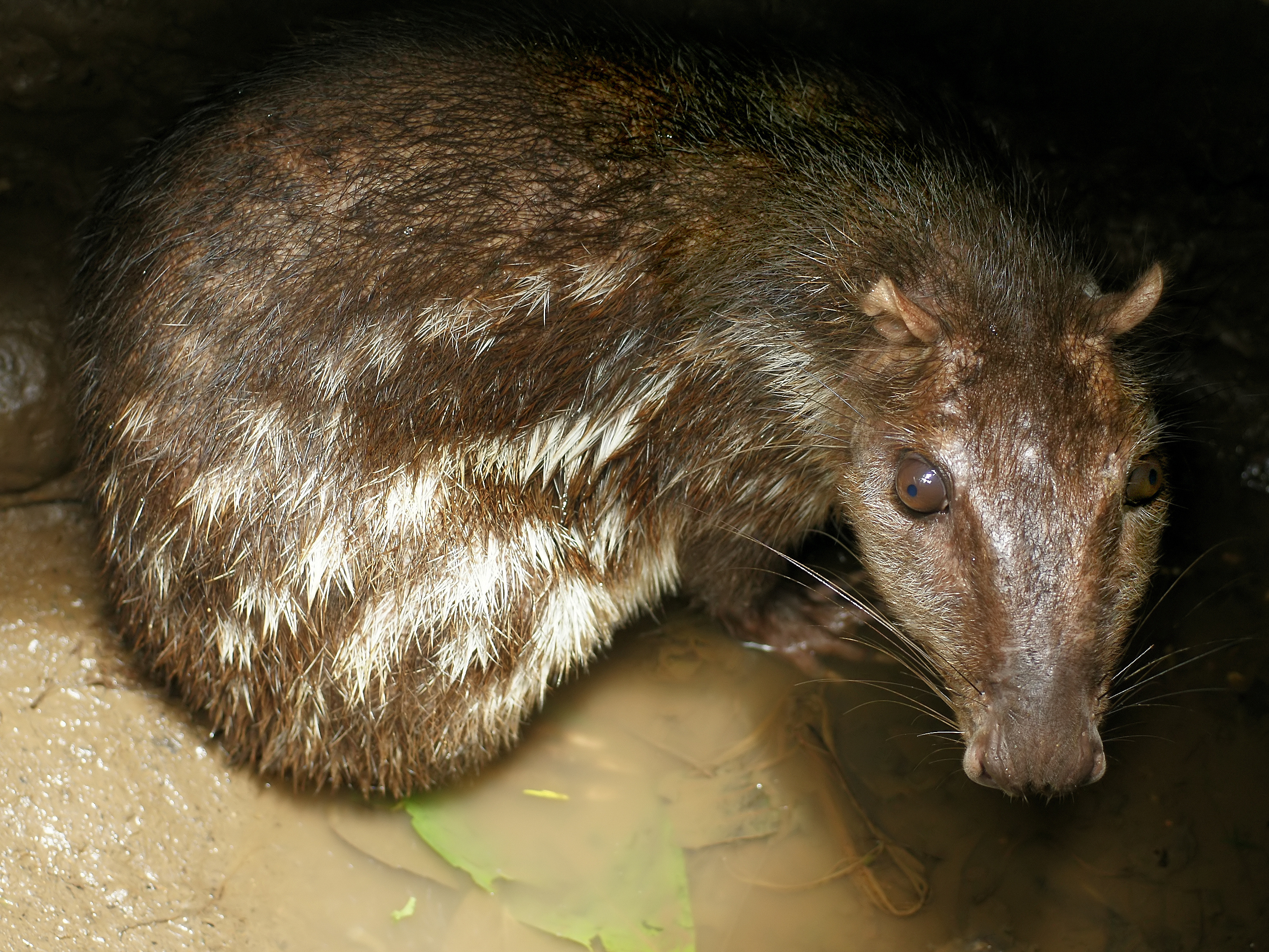
Пака

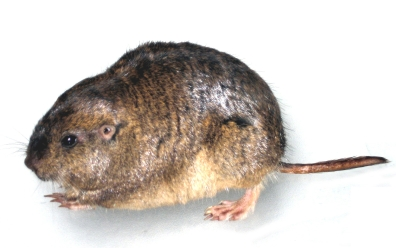
Туко-туко Хайга

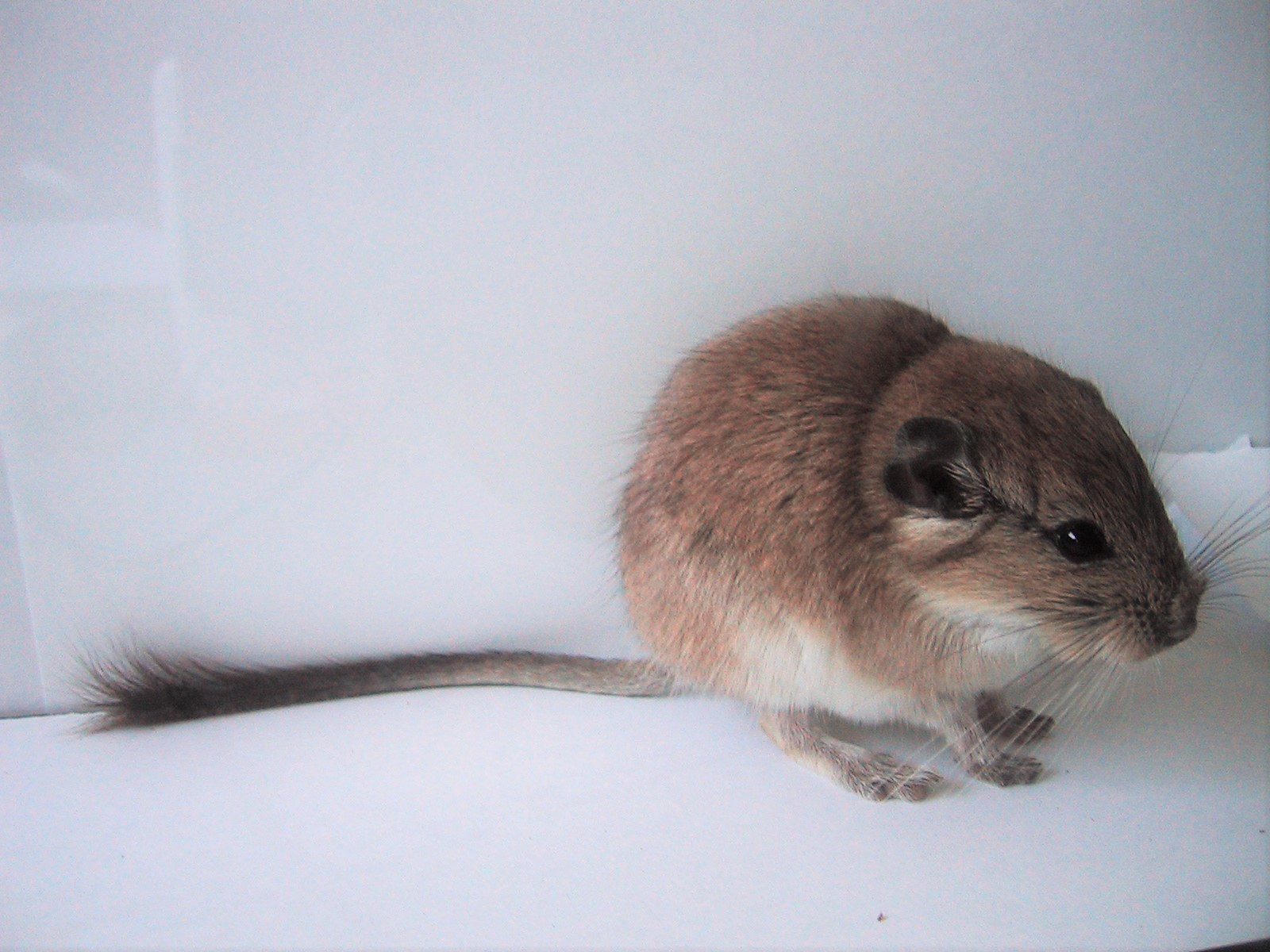
Равнинная вискачевая крыса

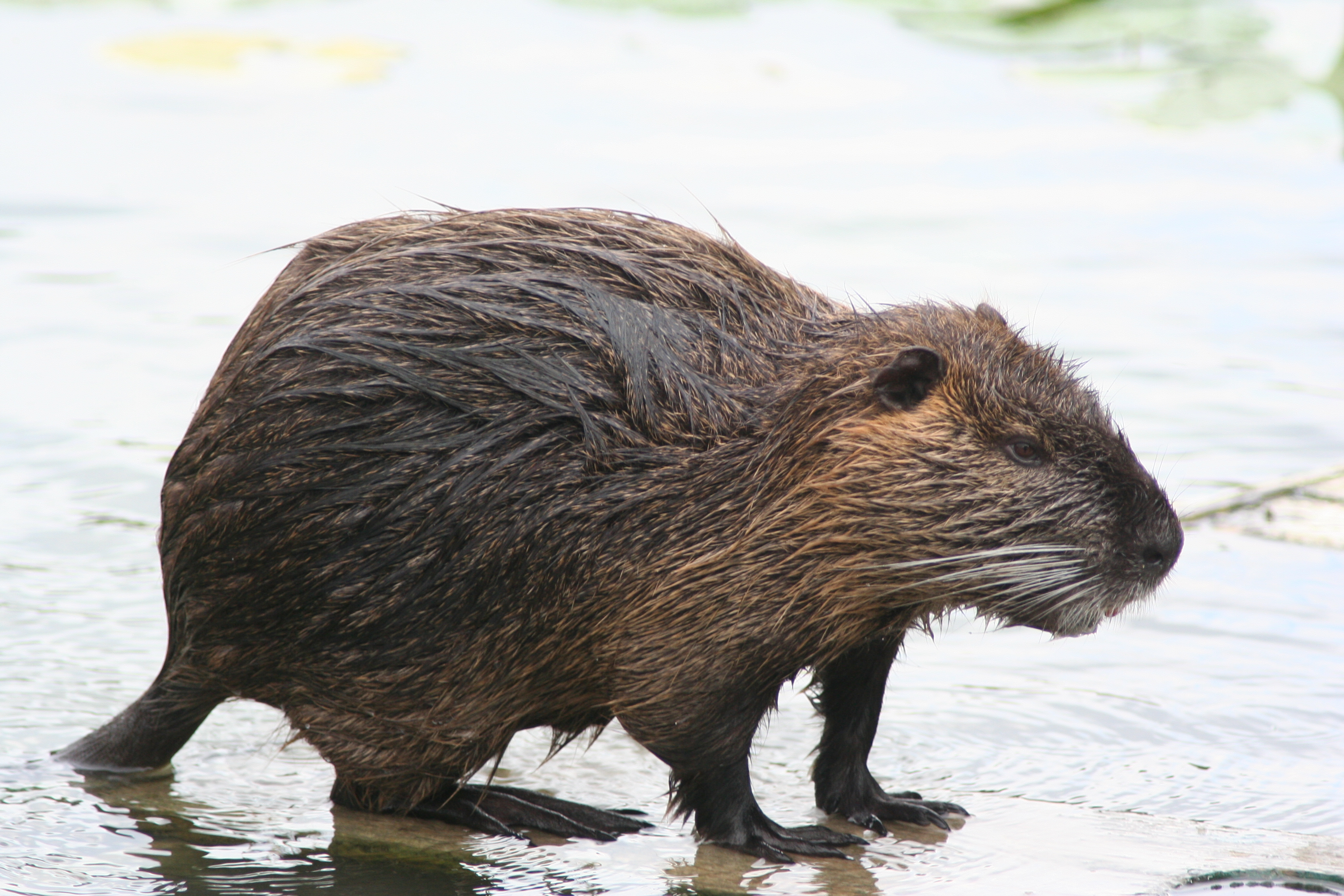
Нутрия

- Подотряд: Дикобразообразные (Hystricomorpha)
  - Семейство: Американские дикобразы (Erethizontidae)
    - Подсемейство: Erethizontinae
      - Род: Цепкохвостые дикобразы (Coendou)
        - Цепкохвостый дикобраз (Coendou prehensilis) LC

      - Род: Южноамериканские дикобразы (Sphiggurus)
        - Парагвайский дикобраз (Sphiggurus spinosus) LC

  - Семейство: Шиншилловые (Chinchillidae)
    - Род: Шиншиллы (Chinchilla)
      - Короткохвостая шиншилла (Chinchilla brevicaudata) CR

    - Род: Горные вискаши (Lagidium)
      - Горная вискаша (Lagidium viscacia) LC
      - Вискаша Вольффсона (Lagidium wolffsohni) DD

    - Род: Равнинные вискаши (Lagostomus)
      - Равнинная вискаша (Lagostomus maximu) LC

  - Семейство: Свинковые (Caviidae)
    - Подсемейство: Настоящие свинковые (Caviinae)
      - Род: Морские свинки (Cavia)
        - Бразильская свинка (Cavia aperea) LC
        - Перуанская свинка (Cavia tschudii) LC

      - Род: Куи (Galea)
        - Жёлтозубый куи (Galea musteloides) LC

      - Род: Горные свинки (Microcavia)
        - Южная горная свинка (Microcavia australis) LC
        - Горная свинка Шиптона (Microcavia shiptoni) NT

    - Подсемейство: Мары (Dolichotinae)
      - Род: Мары (грызуны) (Dolichotis)
        - Патагонская мара (Dolichotis patagonum) NT
        - Чакоанская мара (Dolichotis salinicola) LC

    - Подсемейство: Свинковые (Hydrochaeridae)
      - Род: Водосвинки (Hydrochoerus)
        - Капибара (Hydrochoerus hydrochaeris) LC

  - Семейство: Агутиевые (Dasyproctidae)
    - Род: Агути (Dasyprocta)
      - Агути Азары (Dasyprocta azarae) DD
      - Центральноамериканский агути (Dasyprocta punctata) LC

  - Семейство: Cuniculidae
    - Род: Cuniculus
      - Пака (Cuniculus paca) LC

  - Семейство: Гребнемышиные (Ctenomyidae)
    - Род: Туко-туко (Ctenomys)
      - Аргентинский туко-туко (Ctenomys argentinus) NT
      - Южный туко-туко (Ctenomys australis) EN
      - Туко-туко Азара (Ctenomys azarae) VU
      - Туко-туко Берга (Ctenomys bergi) VU
      - Боливийский туко-туко (Ctenomys boliviensis) LC
      - Туко-туко Бонетто (Ctenomys bonettoi) EN
      - Туко-туко Бадина (Ctenomys budini) DD
      - Туко-туко Колбурна (Ctenomys colburni) DD
      - Ctenomys coludo DD
      - Туко-туко Коновера (Ctenomys conoveri) LC
      - Туко-туко Д'Орбиньи (Ctenomys dorbignyi) NT
      - Туко-туко Эмили (Ctenomys emilianus) NT
      - Ctenomys famosus DD
      - Туко-туко Фоха (Ctenomys fochi) DD
      - Ctenomys fodax DD
      - Ctenomys frater LC
      - Жёлтый туко-туко (Ctenomys fulvus) LC
      - Туко-туко Хейга (Ctenomys haigi) LC
      - Ctenomys johannis DD
      - Ctenomys juris DD
      - Туко-туко Найта (Ctenomys knighti) DD
      - Ctenomys latro VU
      - Магелланский туко-туко (Ctenomys magellanicus) VU
      - Чилийский туко-туко (Ctenomys maulinus) LC
      - Ctenomys mendocinus LC
      - Малый туко-туко (Ctenomys minutus) DD
      - Ctenomys occultus EN
      - Высокогорный туко-туко (Ctenomys opimus) LC
      - Туко-туко Рейга (Ctenomys osvaldoreigi) CR
      - Ctenomys perrensis LC
      - Ctenomys pontifex DD
      - Ctenomys porteousi NT
      - Туко-туко Пундта (Ctenomys pundti) VU
      - Ctenomys rionegrensis EN
      - Туко-туко Ройга (Ctenomys roigi) CR
      - Ctenomys saltarius DD
      - Туко-туко Скаглиа (Ctenomys scagliai) DD
      - Ctenomys sericeus DD
      - Ctenomys sociabilis CR
      - Ctenomys sylvanus DD
      - Ctenomys talarum LC
      - Ctenomys torquatus LC
      - Ctenomys tuconax DD
      - Ctenomys tucumanus DD
      - Ctenomys tulduco DD
      - Ctenomys validus DD
      - Ctenomys viperinus DD
      - Ctenomys yolandae DD

  - Семейство: Восьмизубовые (Octodontidae)
    - Род: Крысиные восьмизубы (Aconaemys)
      - Чилийский крысиный восьмизуб (Aconaemys fuscus) LC
      - Восьмизуб Сейджа (Aconaemys sagei) DD

    - Род: Дегу (Octodon) (лат. )
      - Дегу Бриджеса (Octodon bridgesi) VU

    - Род: Соневидные дегу (Octodontomys)
      - Соневидный дегу (Octodontomys gliroides) LC

    - Род: Вискашёвые крысы (Octomys)
      - Вискашёвая крыса (Octomys mimax) LC

    - Род: Pipanacoctomys
      - Pipanacoctomys aureus CR

    - Род: Salinoctomys
      - Salinoctomys loschalchalerosorum CR

    - Род: Tympanoctomys
      - Равнинная вискачевая крыса (Tympanoctomys barrerae) NT

  - Семейство: Шиншилловые крысы (Abrocomidae)
    - Род: Аброкомы (Abrocoma)
      - Abrocoma budini DD
      - Серая аброкома (Abrocoma cinerea) LC
      - Abrocoma famatina DD
      - Abrocoma shistacea DD
      - Abrocoma uspallata DD
      - Abrocoma vaccarum DD

  - Семейство: Щетинистые крысы (Echimyidae)
    - Подсемейство: Echimyinae
      - Род: Каннабатеомисы (Kannabateomys)
        - Kannabateomys amblyonyx LC

    - Род: Нутрии (Myocastor)
      - Нутрия (Myocastor coypus) LC

    - Подсемейство: Euryzygomatomyinae
      - Род: Гиары (Euryzygomatomys)
        - Гиара (Euryzygomatomys spinosus) LC

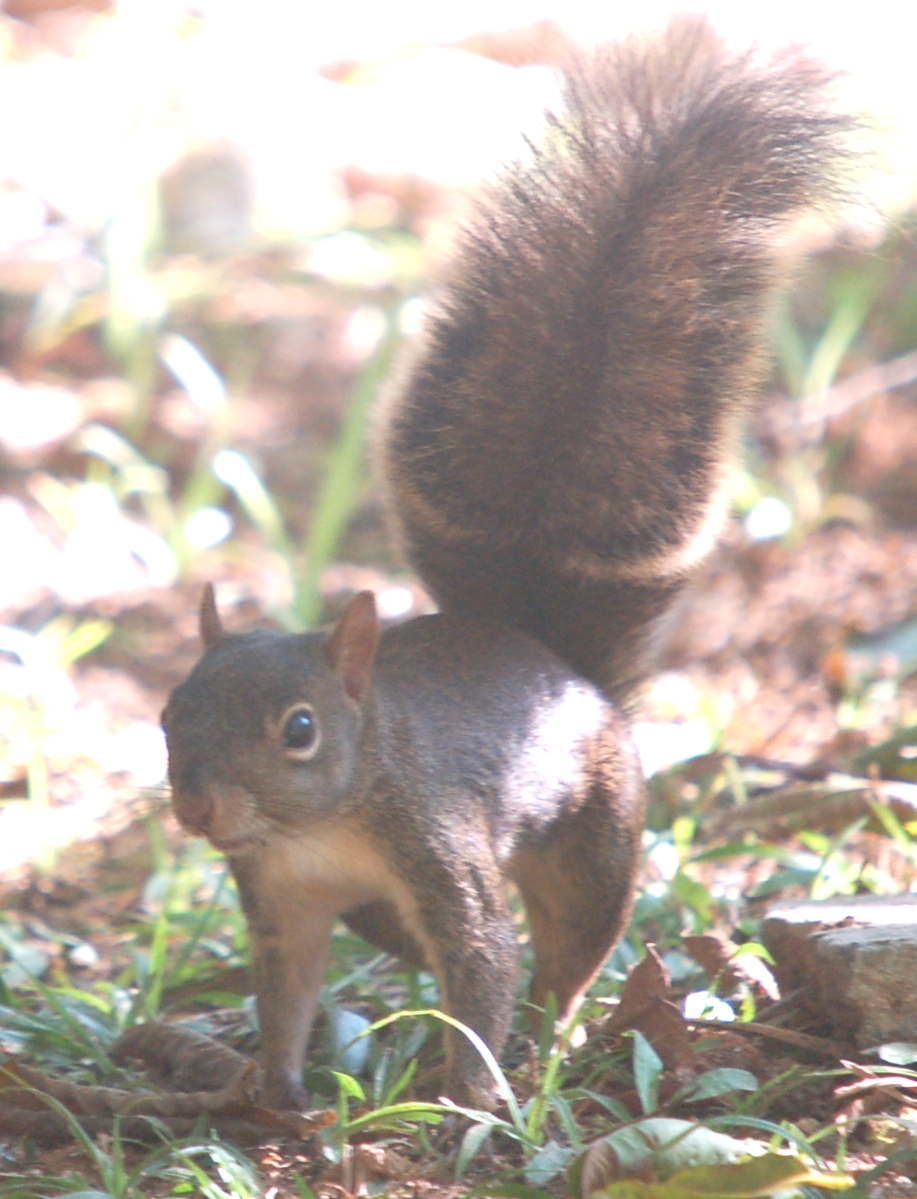
Гвианская белка

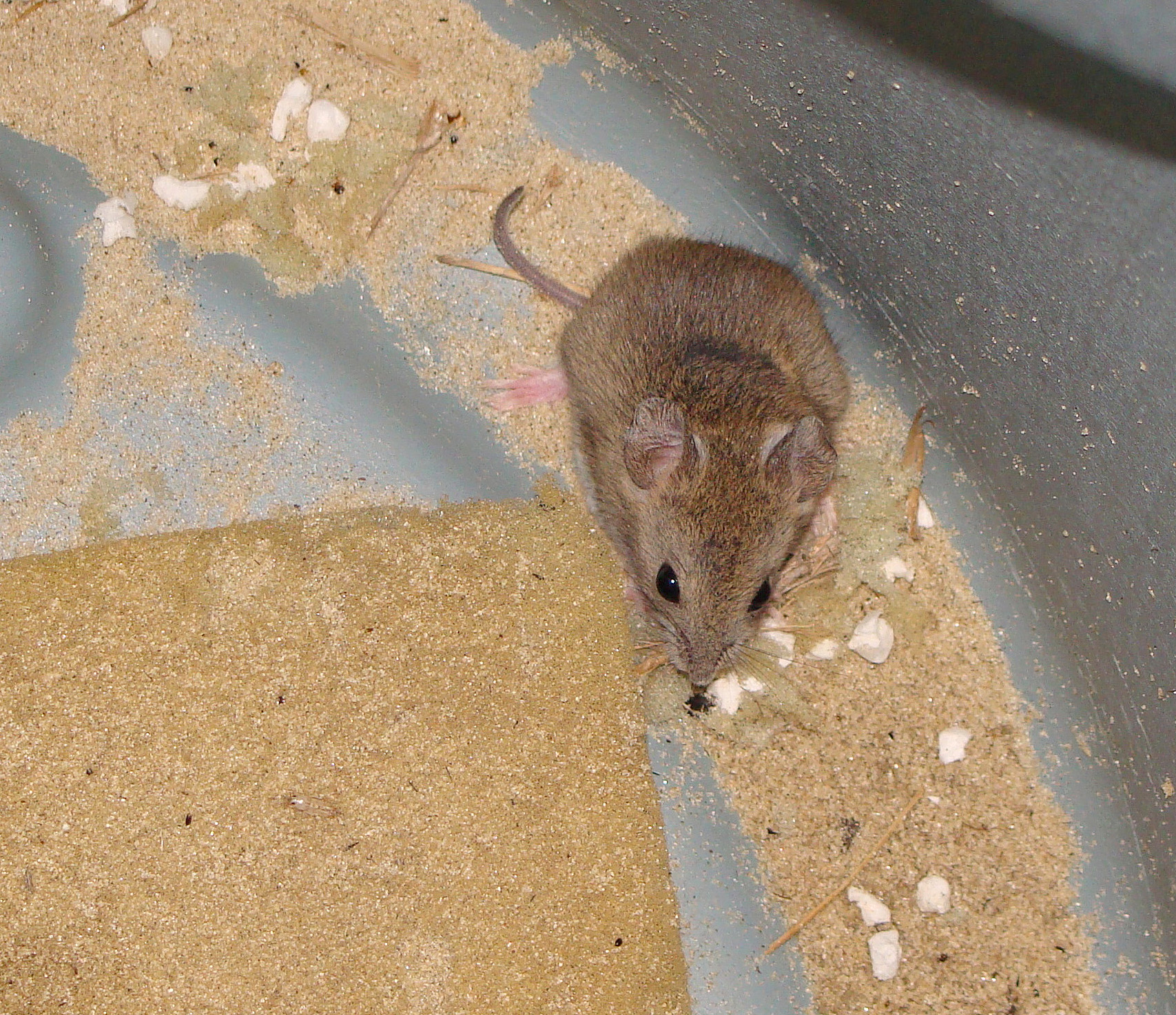
Calomys laucha

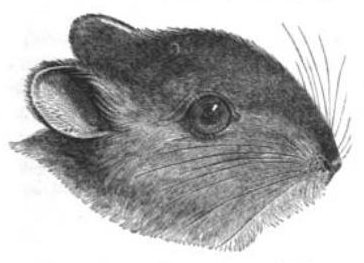
Кроликовый хомяк

- Подотряд: Белкообразные (Sciuromorpha)
  - Семейство: Беличьи (Sciuridae)
    - Подсемейство: Sciurinae
      - Триба: Sciurini
        - Род: Белки (Sciurus)
          - Гвианская белка (Sciurus aestuans) LC
          - Боливийская белка (Sciurus ignitus) DD

  - Семейство: Хомяковые (Cricetidae)
    - Подсемейство: Sigmodontinae
      - Род: Абравайаомисы (Abrawayaomys)
        - Abrawayaomys chebezi LC
        - Бразильский колючий хомяк (Abrawayaomys ruschii) LC

      - Род: Хомячки плоскогорий (Abrothrix)
        - Перуанский хомячок плоскогорий (Abrothrix andinus) LC
        - Abrothrix illuteus NT
        - Боливийский хомячок плоскогорий (Abrothrix jelskii) LC
        - Abrothrix lanosus LC
        - Abrothrix longipilis LC
        - Abrothrix olivaceus LC
        - Хомячок плоскогорий Санборна (Abrothrix sanborni) NT

      - Род: Южноамериканские полевые хомячки (Akodon)
        - Белобрюхий полевой хомячок (Akodon albiventer) LC
        - Полевой хомячок Азары (Akodon azarae) LC
        - Боливийский полевой хомячок (Akodon boliviensis) LC
        - Полевой хомячок Будина (Akodon budini) LC
        - Akodon caenosus LC
        - Хомячок-бегунок (Akodon cursor) LC
        - Полевой хомячок Долорес (Akodon dolores) LC
        - Дымчатый полевой хомячок (Akodon fumeus) LC
        - Akodon glaucinus LC
        - Akodon iniscatus LC
        - Akodon lutescens LC
        - Akodon montensis LC
        - Аргентинский полевой хомячок (Akodon neocenus) DD
        - Akodon paranaensis LC
        - Akodon philipmyersi DD
        - Akodon polopi LC
        - Серобрюхий полевой хомячок (Akodon simulator) LC
        - Полевой хомячок Спегаццина (Akodon spegazzinii) LC
        - Лесной полевой хомячок (Akodon sylvanus) LC
        - Akodon tartareus LC
        - Чакский полевой хомячок (Akodon toba) LC

      - Род: Хомячки Чако (Andalgalomys)
        - Хомячок Олрога (Andalgalomys olrogi) LC

      - Род: Андийские хомячки (Andinomys)
        - Андийский хомячок (Andinomys edax) LC

      - Род: Большеухие хомячки (Auliscomys)
        - Боливийский большеухий хомячок (Auliscomys sublimis) LC

      - Род: Рыженосые хомячки (Bibimys)
        - Аргентинский рыженосый хомячок (Bibimys chacoensis) LC
        - Большегубый хомячок (Bibimys labiosus) LC
        - Хомячок Торреса (Bibimys torresi) NT

      - Род: Землеройковые хомячки (Blarinomys)
        - Землеройковый хомячок (Blarinomys breviceps) LC

      - Род: Пэттерсоновы хомячки (Brucepattersoniu)
        - Хомячок гуарани (Brucepattersonius guarani) DD
        - Хомячок Айхеринга LC
        - Североаргентинский хомячок (Brucepattersonius misionensis) DD
        - Райский хомячок (Brucepattersonius paradisus) DD

      - Род: Вечерние хомячки (Calomys)
        - Боливийский вечерний хомячок (Calomys boliviae) LC
        - Calomys callidus LC
        - Большой вечерний хомячок (Calomys callosus) LC
        - Малый вечерний хомячок (Calomys laucha) LC
        - Андийский вечерний хомячок (Calomys lepidus) LC
        - Calomys musculinus LC
        - Изящный вечерний хомячок (Calomys tener) LC
        - Кордовский вечерний хомячок (Calomys venustus) LC

      - Род: Chelemys
        - Chelemys macronyx LC

      - Род: Шиншилловые хомяки (Chinchillula)
        - Шиншилловый хомяк (Chinchillula sahamae) LC

      - Род: Delomys
        - Полосатый атлантический хомяк (Delomys dorsalis) LC

      - Род: Deltamys
        - Хомячок Кемпа (Deltamys kempi) LC

      - Род: Высокогорные хомячки (Eligmodontia)
        - Песчанковый хомячок (Eligmodontia moreni) LC
        - Хомячок Моргана (Eligmodontia morgani) LC
        - Андийский песчанковый хомячок (Eligmodontia puerulus) LC
        - Высокогорный хомячок (Eligmodontia typus) LC

      - Род: Патагонские шиншилловые хомяки (Euneomys)
        - Патагонский шиншилловый хомяк (Euneomys chinchilloides) DD
        - Euneomys fossor DD
        - Euneomys mordax LC
        - Шиншилловый хомяк Петерсона (Euneomys petersoni) LC

      - Род: Euryoryzomys
        - Euryoryzomys legatus LC
        - Euryoryzomys russatus LC

      - Род: Geoxus
        - Длиннокоготный кротовый хомячок (Geoxus valdivianus) LC

      - Род: Граомисы (Graomys)
        - Graomys chacoensisДС
        - Graomys domorum LC
        - Graomys edithae DD
        - Graomys griseoflavus LC

      - Род: Перепончатолапые хомяки (Holochilus)
        - Бразильский перепончатолапый хомяк (Holochilus brasiliensis) LC
        - Чакский болотный хомяк (Holochilus chacarius) LC

      - Род: Чилийские хомяки (Irenomys)
        - Чилийский хомяк (Irenomys tarsalis) LC

      - Род: Juliomys
        - Juliomys pictipes LC

      - Род: Чакские водяные хомяки (Kunsia)
        - Чакский водяной хомяк (Kunsia fronto) EN

      - Род: Loxodontomys
        - Loxodontomys micropus LC

      - Род: Necromys
        - Necromys benefactus LC
        - Necromys lactens LC
        - Necromys lasiurus LC
        - Necromys lenguarum LC
        - Necromys obscurus NT
        - Necromys temchuki LC

      - Род: Плавающие хомяки (Nectomys)
        - Южноамериканский плавающий хомяк (Nectomys squamipes) LC

      - Род: Болотные хомяки (Neotomys)
        - Болотный хомяк (Neotomys ebriosus) LC

      - Род: Кротовые хомячки (Notiomys)
        - Хомячок Эдвардса (Notiomys edwardsii) LC

      - Род: Карликовые рисовые хомячки (Oligoryzomys)
        - Oligoryzomys brendae DD
        - Чакский рисовый хомячок (Oligoryzomys chacoensis) LC
        - Рисовый хомячок-разрушитель (Oligoryzomys destructor) LC
        - Жёлтый рисовый хомячок (Oligoryzomys flavescens) LC
        - Oligoryzomys fornesi LC
        - Длиннохвостый рисовый хомячок (Oligoryzomys longicaudatus) LC
        - Oligoryzomys magellanicus LC
        - Черноногий рисовый хомячок (Oligoryzomys nigripes) LC

      - Род: Копающие хомяки (Oxymycterus)
        - Аргентинский копающий хомячок (Oxymycterus akodontius) DD
        - Щетинистый копающий хомячок (Oxymycterus hispidus) LC
        - Oxymycterus paramensis LC
        - Oxymycterus quaestor LC
        - Рыжий копающий хомячок (Oxymycterus rufus) LC

      - Род: Листоухие хомячки (Phyllotis)
        - Phyllotis anitae DD
        - Phyllotis bonariensis NT
        - Phyllotis caprinus LC
        - Phyllotis osilae LC
        - Phyllotis xanthopygus LC

      - Род: Рато-до-мато (Pseudoryzomys)
        - Рато-до-мато (Pseudoryzomys simplex) LC

      - Род: Кроликовые хомяки (Reithrodon)
        - Кроликовый хомяк (Reithrodon auritus) LC
        - Reithrodon typicus LC

      - Род: Рипидомисы (Rhipidomys)
        - Южный лазающий хомячок (Rhipidomys austrinus) LC

      - Род: Salinomys
        - Salinomys delicatus DD

      - Род: Водяные хомячки (Scapteromys)
        - Водяной хомячок (Scapteromys aquaticus) LC
        - Аргентинский водяной хомяк (Scapteromys tumidus) LC

      - Род: Sooretamys
        - Парагвайский рисовый хомячок (Sooretamys angouya) LC

      - Род: Tapecomys
        - Tapecomys primus LC

      - Род: Thaptomys
        - Thaptomys nigrita LC

#### Отряд:Рукокрылые(Chiroptera)

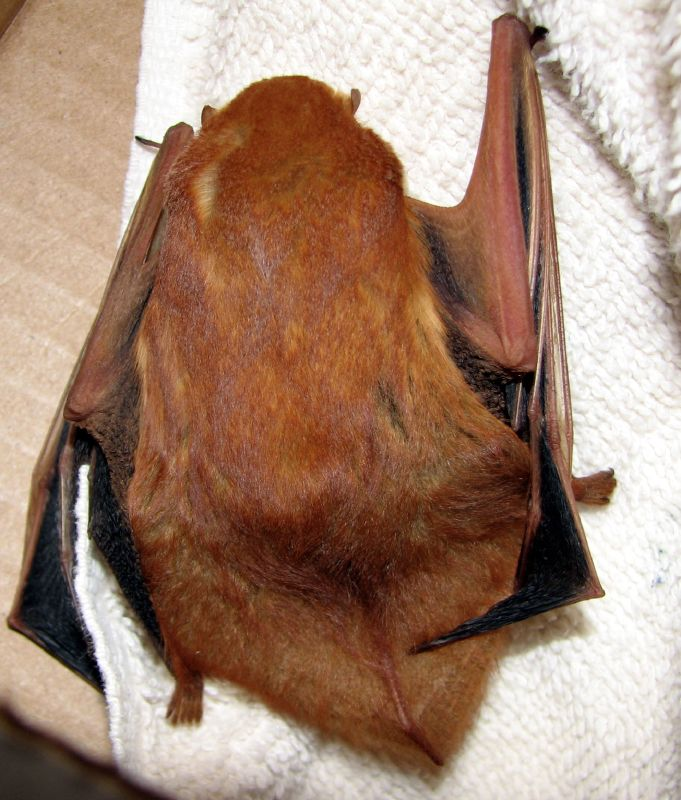
Пустынная рыжая летучая мышь (Lasiurus blossevillii)

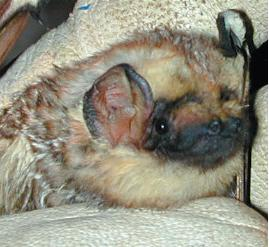
Мохнатый волосатохвост

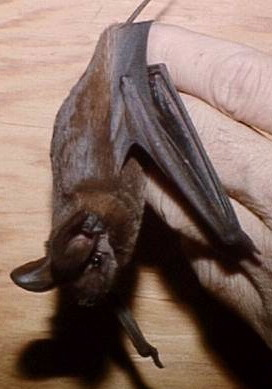
Nyctinomops macrotis

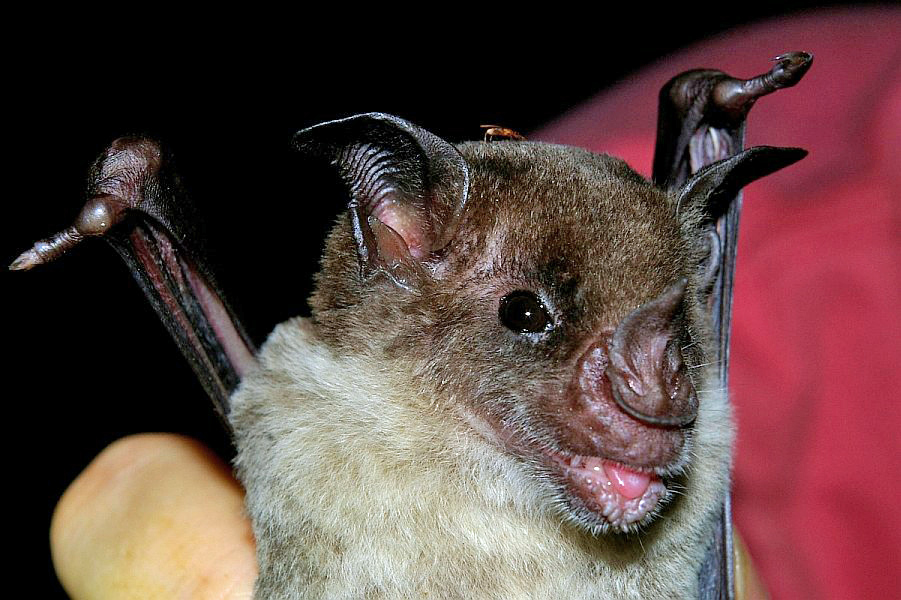
Phyllostomus discolor

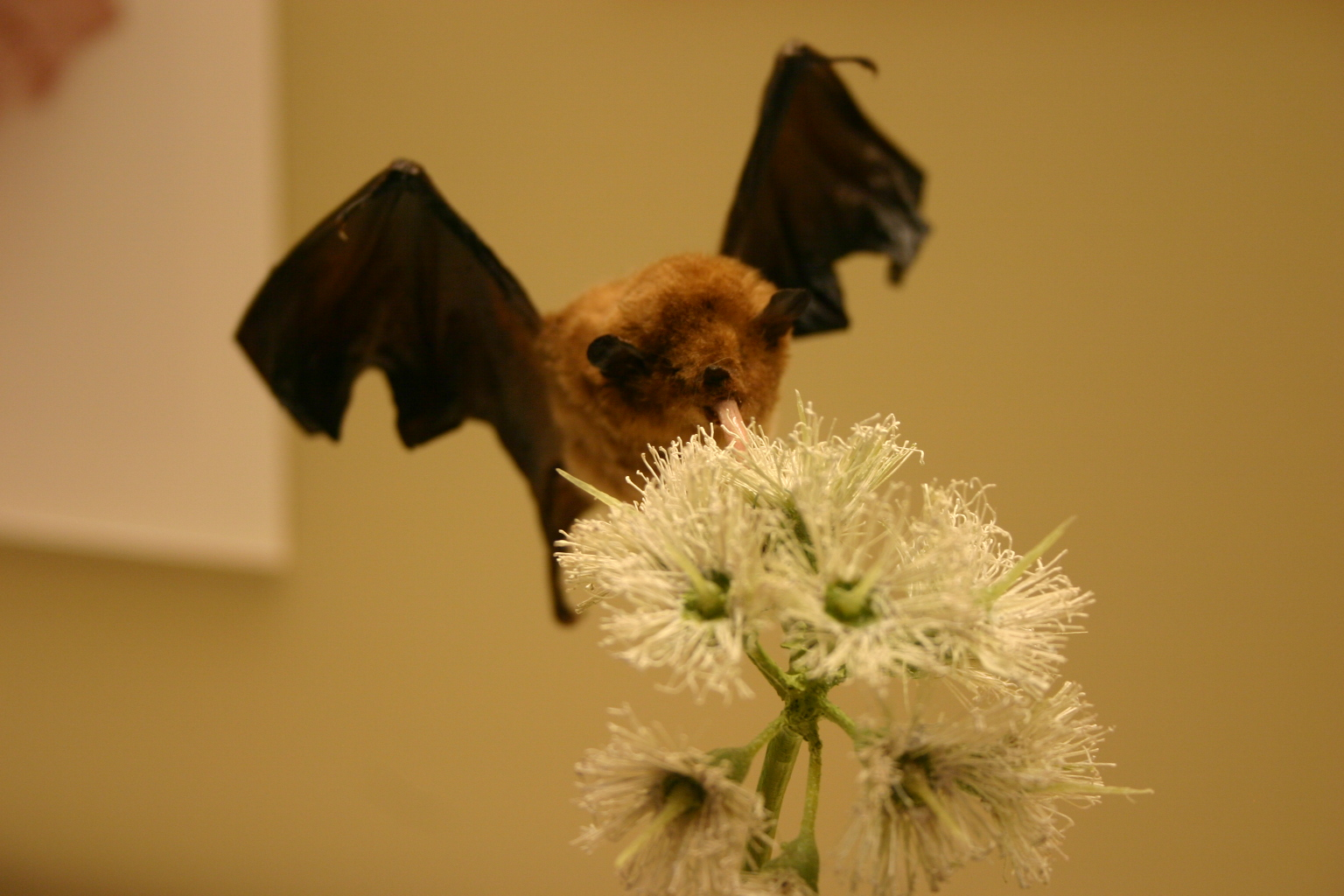
Землеройкообразный длинноязыкий вампир

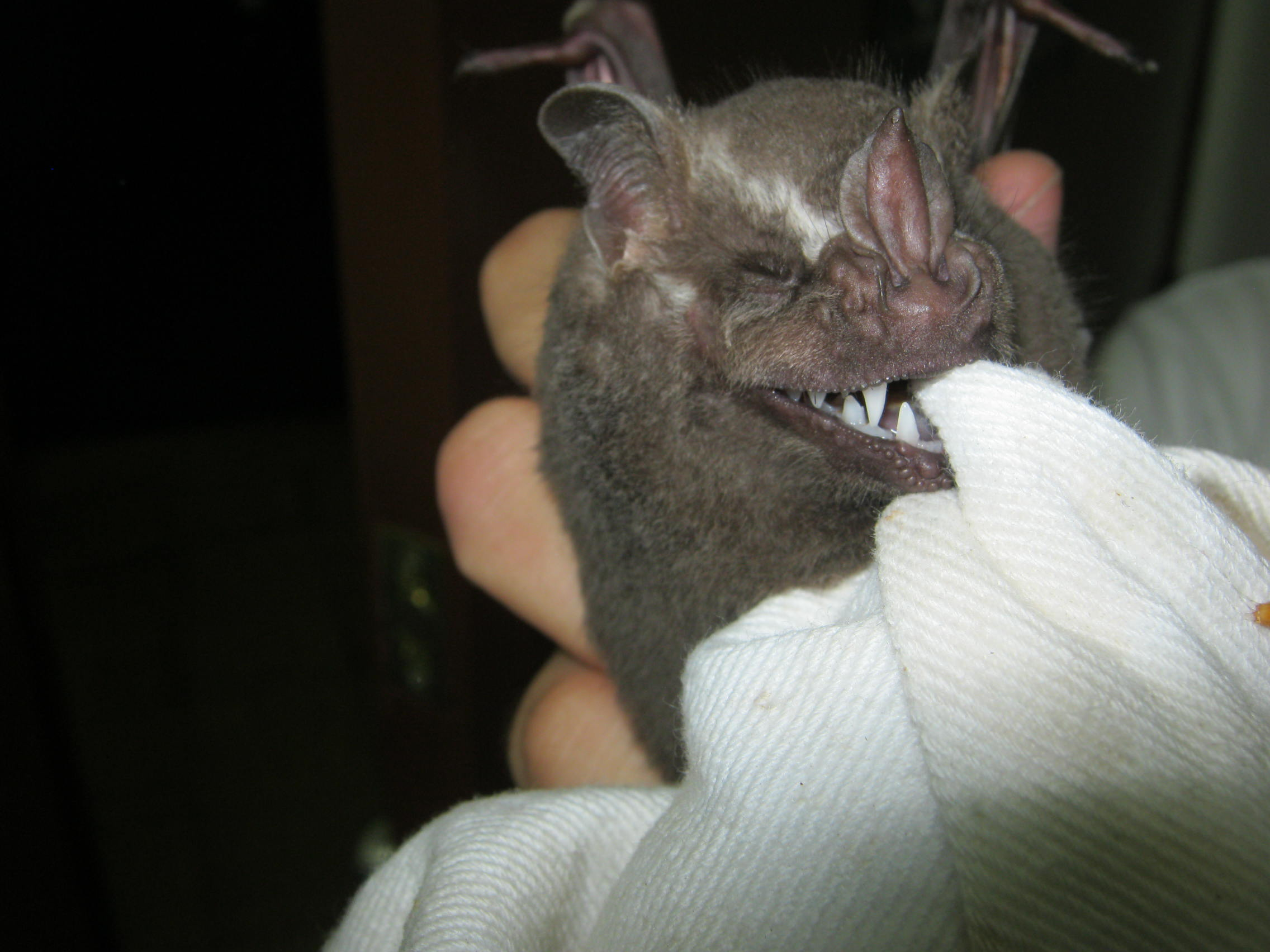
Большой фруктоядный листонос

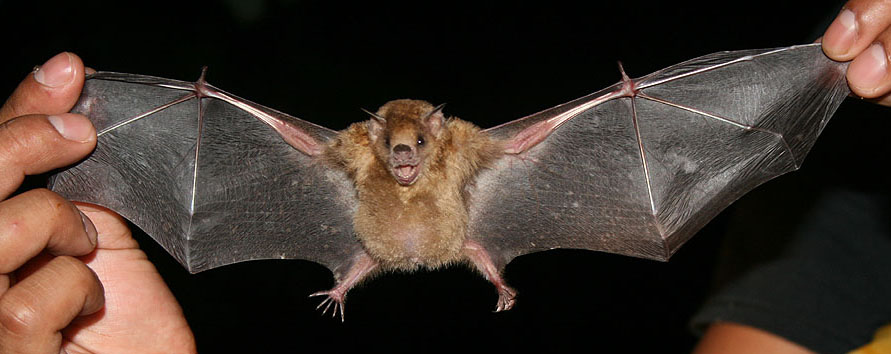
Желтоплечий листонос

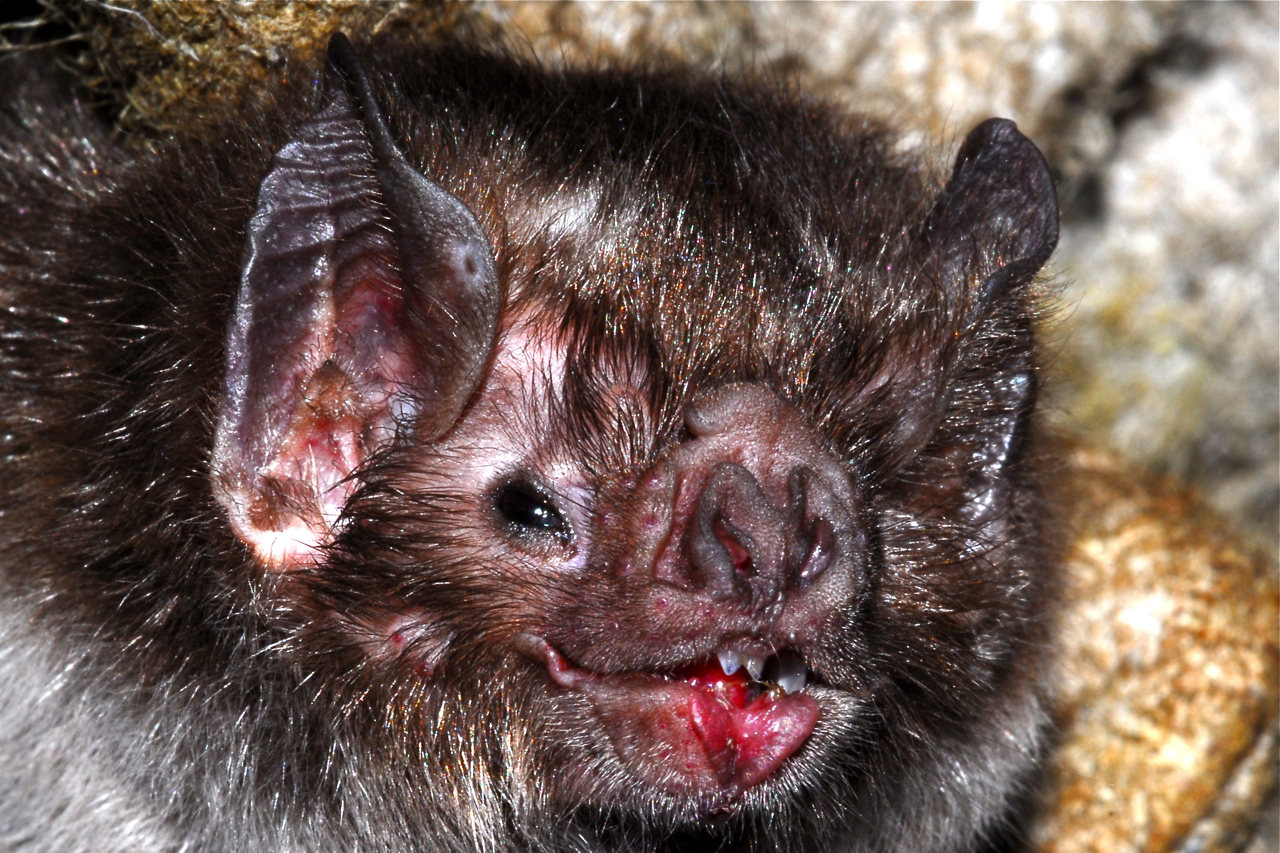
Обыкновенный вампир (Desmodus rotundus)

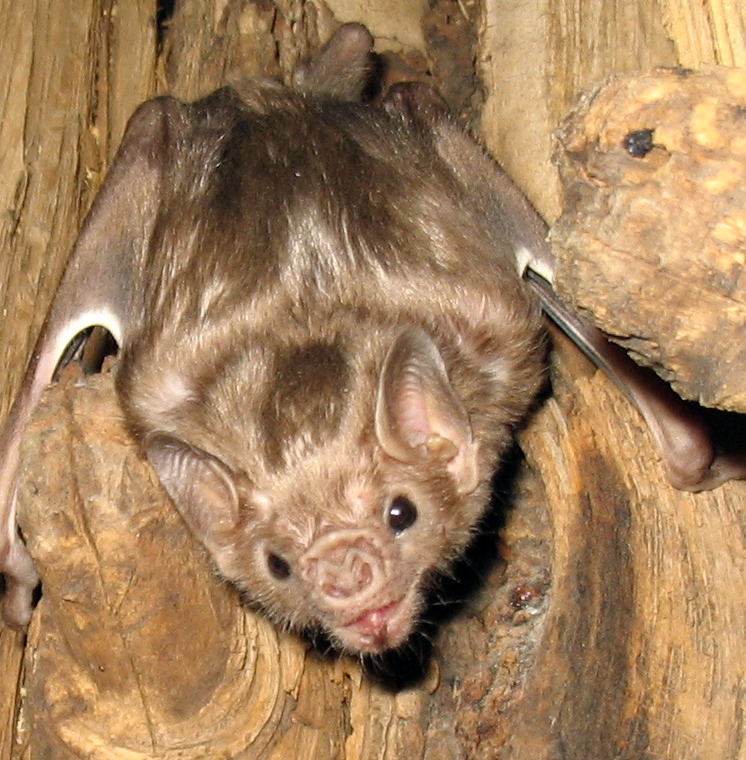
Белокрылый вампир (Diaemus youngi)

- Семейство: Рыбоядные летучие мыши (Noctilionidae)
  - Род: Зайцегубы (Noctilio)
    - Малый зайцегуб (Noctilio albiventris) LC
    - Большой зайцегуб (Noctilio leporinus) LC
- Семейство: Гладконосые летучие мыши (Vespertilionidae)
  - Подсемейство: Myotinae
    - Род: Ночницы (Myotis)
      - Myotis aelleni DD
      - Парагвайская ночница (Myotis albescens) LC
      - Chilean Myotis Myotis chiloensis LC
      - Myotis dinellii LC
      - Myotis keaysi LC
      - Myotis levis LC
      - Чёрная ночница (Myotis nigricans) LC
      - Юго-восточная ночница (Myotis riparius) LC
      - Красная ночница (Myotis ruber) NT
      - Курносая ночница (Myotis simus) DD

  - Подсемейство: Гладконосые летучие мыши (Vespertilioninae)
    - Род: Кожаны (Eptesicus)
      - Бразильский кожан (Eptesicus brasiliensis) LC
      - Карликовый кожан (Eptesicus diminutus) DD
      - Аргентинский кожан (Eptesicus furinalis) LC

    - Род: Большеухие кожаны (Histiotus)
      - Histiotus laephotis NT
      - Histiotus macrotus LC
      - Histiotus magellanicus LC
      - Histiotus montanus LC
      - Histiotus velatus DD

    - Род: Волосатохвостые гладконосы (Lasiurus)
      - Lasiurus blossevillii LC
      - Мохнатый волосатохвост (Lasiurus cinereus) LC
      - Lasiurus ega LC
      - Lasiurus varius LC
- Семейство: Бульдоговые летучие мыши (Molossidae)
  - Род: Cynomops
    - Cynomops abrasus DD
    - Cynomops paranus DD
    - Cynomops planirostris LC

  - Род: Эумопсы (Eumops)
    - Eumops auripendulus LC
    - Эумопс Петерса (Eumops bonariensis) LC
    - Eumops dabbenei LC
    - Бульдоговая летучая мышь Вагнера (Eumops glaucinus) LC
    - Патагонская бульдоговая летучая мышь (Eumops patagonicus) LC
    - Усатая бульдоговая летучая мышь (Eumops perotis) LC

  - Род: южноамериканские бульдоговые летучие мыши (Molossops)
    - Molossops neglectus DD
    - Бульдоговая летучая мышь Темминка (Molossops temminckii) LC

  - Род: Бархатистые бульдоговые летучие мыши (Molossus)
    - Molossus currentium LC
    - Molossus molossus LC
    - Molossus rufus LC

  - Род: Центральноамериканские складчатогубы (Nyctinomops)
    - Широкохвостый складчатогуб (Nyctinomops laticaudatus) LC
    - Nyctinomops macrotis LC

  - Род: Хохлатые складчатогубы (Promops)
    - Центральноамериканская бульдоговая летучая мышь (Promops centralis) LC
    - Носатая бульдоговая летучая мышь (Promops nasutus) LC

  - Род: Складчатогубы (Tadarida)
    - Бразильский складчатогуб (Tadarida brasiliensis) LC
- Семейство: Листоносые летучие мыши (Phyllostomidae)
  - Подсемейство: Настоящие листоносы (Phyllostominae)
    - Род: Длинноволосые ложные вампиры (Chrotopterus)
      - Длинноволосый ложный вампир (Chrotopterus auritus) LC

    - Род: Длиннолапые листоносы (Macrophyllum)
      - Длиннолапый листонос (Macrophyllum macrophyllum) LC

    - Род: Копьеносы (Phyllostomus)
      - Бледный копьенос (Phyllostomus discolor) LC

    - Род: Круглоухие листоносы (Tonatia)
      - Круглоухий листонос (Tonatia bidens) DD

  - Подсемейство: Длинномордые листоносы (Glossophaginae)
    - Род: Длинноносые листоносы (Anoura)
      - Anoura caudifer LC

    - Род: Длинноязыкие листоносы (Glossophaga)
      - Длинноязыкий листонос (Glossophaga soricina) LC

  - Подсемейство: Короткохвостые листоносы (Carolliinae)
    - Род: Короткохвостые листоносы (Carollia)
      - Очковый листонос (Carollia perspicillata) LC

  - Подсемейство: Фруктоядные листоносы (Stenodermatinae)
    - Род: Фруктоядные листоносы (Artibeus)
      - Artibeus fimbriatus LC
      - Большой фруктоядный листонос (Artibeus lituratus) LC
      - Artibeus planirostris LC

    - Род: Белополосые широконосы (Platyrrhinus)
      - Platyrrhinus lineatus LC

    - Род: Ипанемские листоносы (Pygoderma)
      - Ипанемский листонос (Pygoderma bilabiatum) LC

    - Род: Желтоплечие листоносы (Sturnira)
      - Sturnira erythromos LC
      - Sturnira lilium LC
      - Sturnira oporaphilum NT

    - Род: Желтоухие широконосы (Vampyressa)
      - Vampyressa pusilla DD

  - Подсемейство:  Вампировые (Desmodontinae)
    - Род: Обыкновенные вампиры (Desmodus)
      - Desmodus rotundus LC

    - Род: Белокрылые вампиры (Diaemus)
      - Белокрылый вампир (Diaemus youngi) LC

#### Отряд:Непарнокопытные(Perissodactyla)

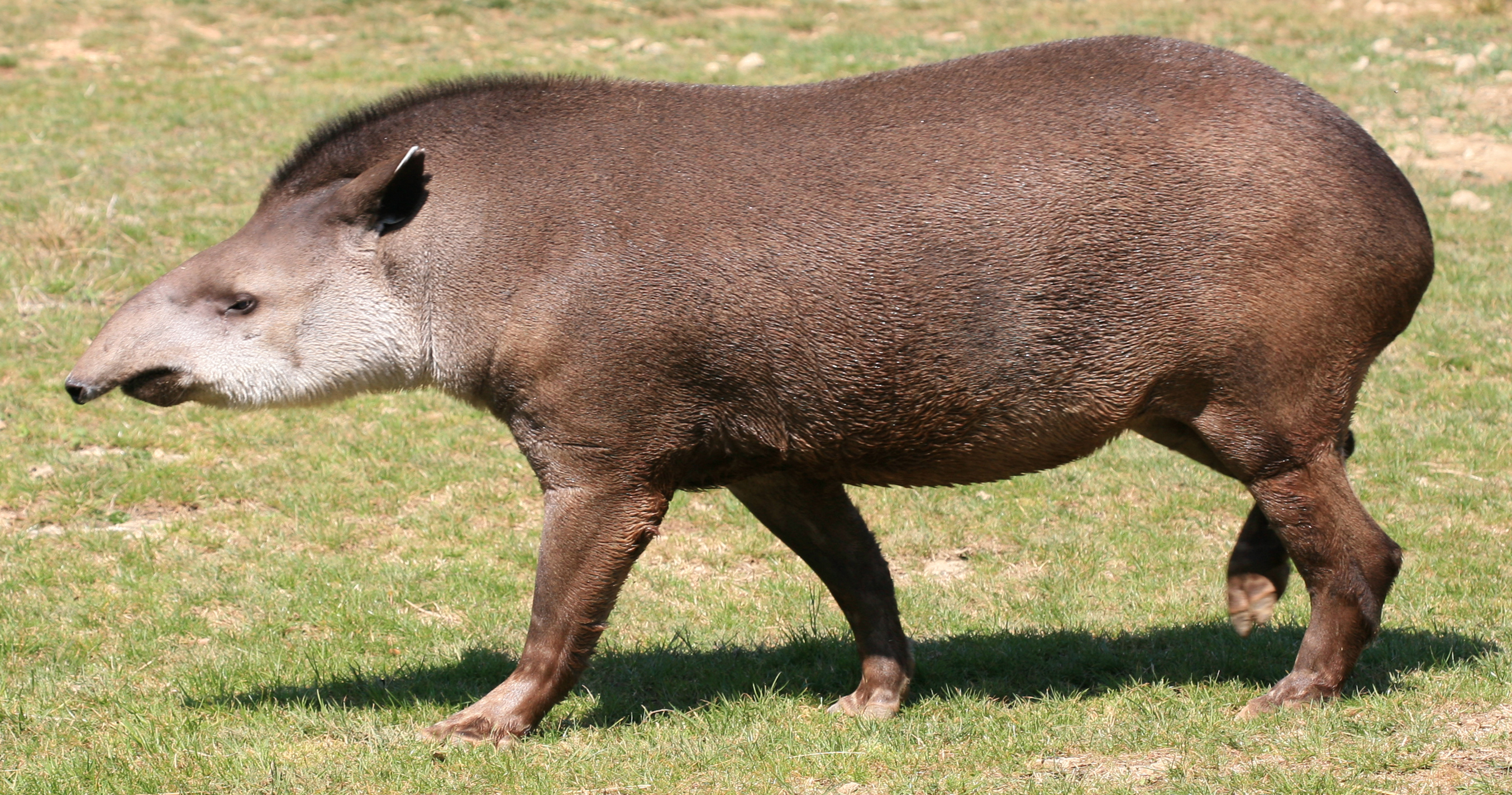
Равнинный тапир

- Семейство: Тапировые (Tapiridae)
  - Род: Тапиры (Tapirus)
    - Равнинный тапир (Tapirus terrestris) VU

#### Отряд:Китопарнокопытные(Cetartiodactyla)

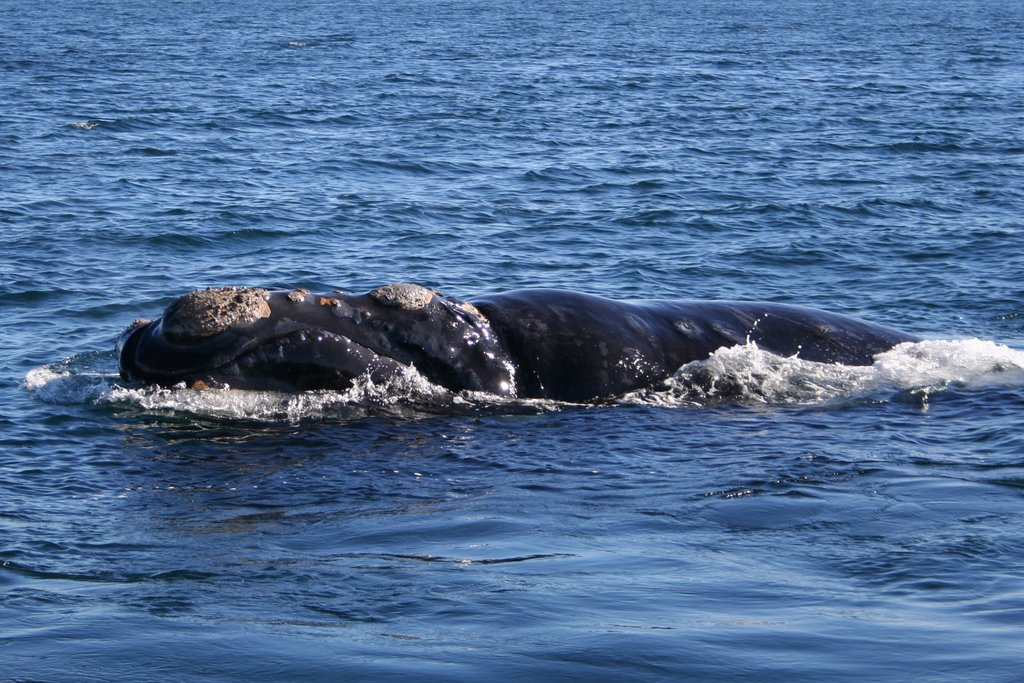
Южный кит

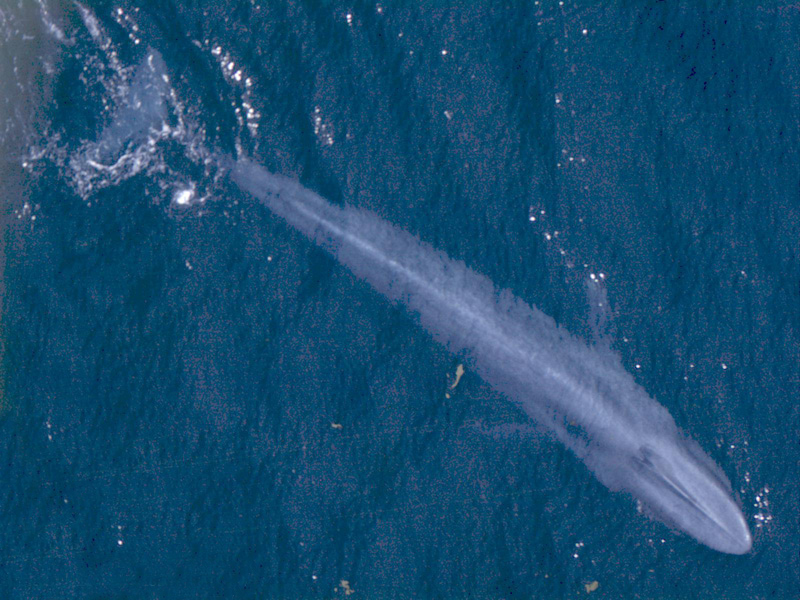
Синий кит

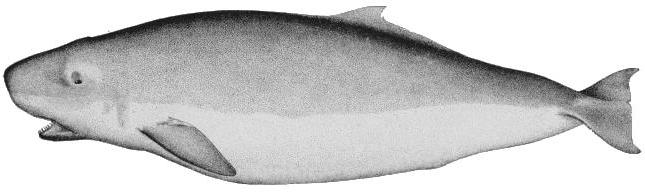
Карликовый кашалот

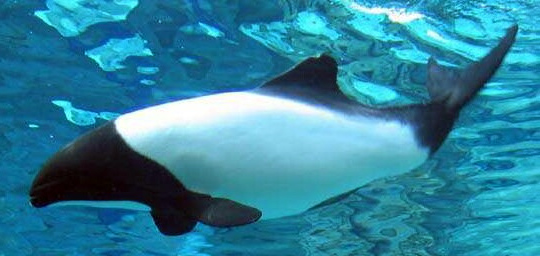
Дельфин Коммерсона

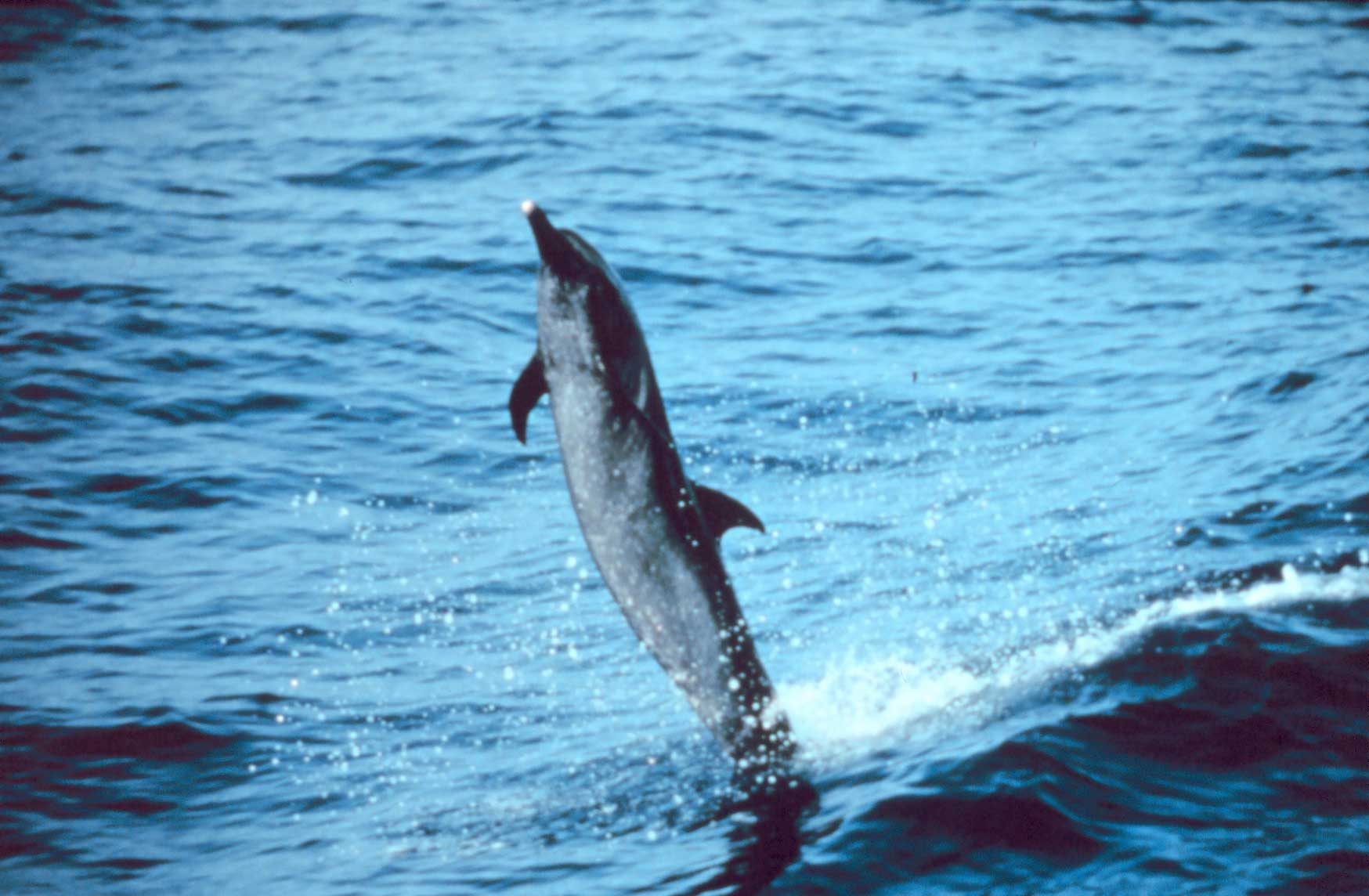
Узкорылый продельфин

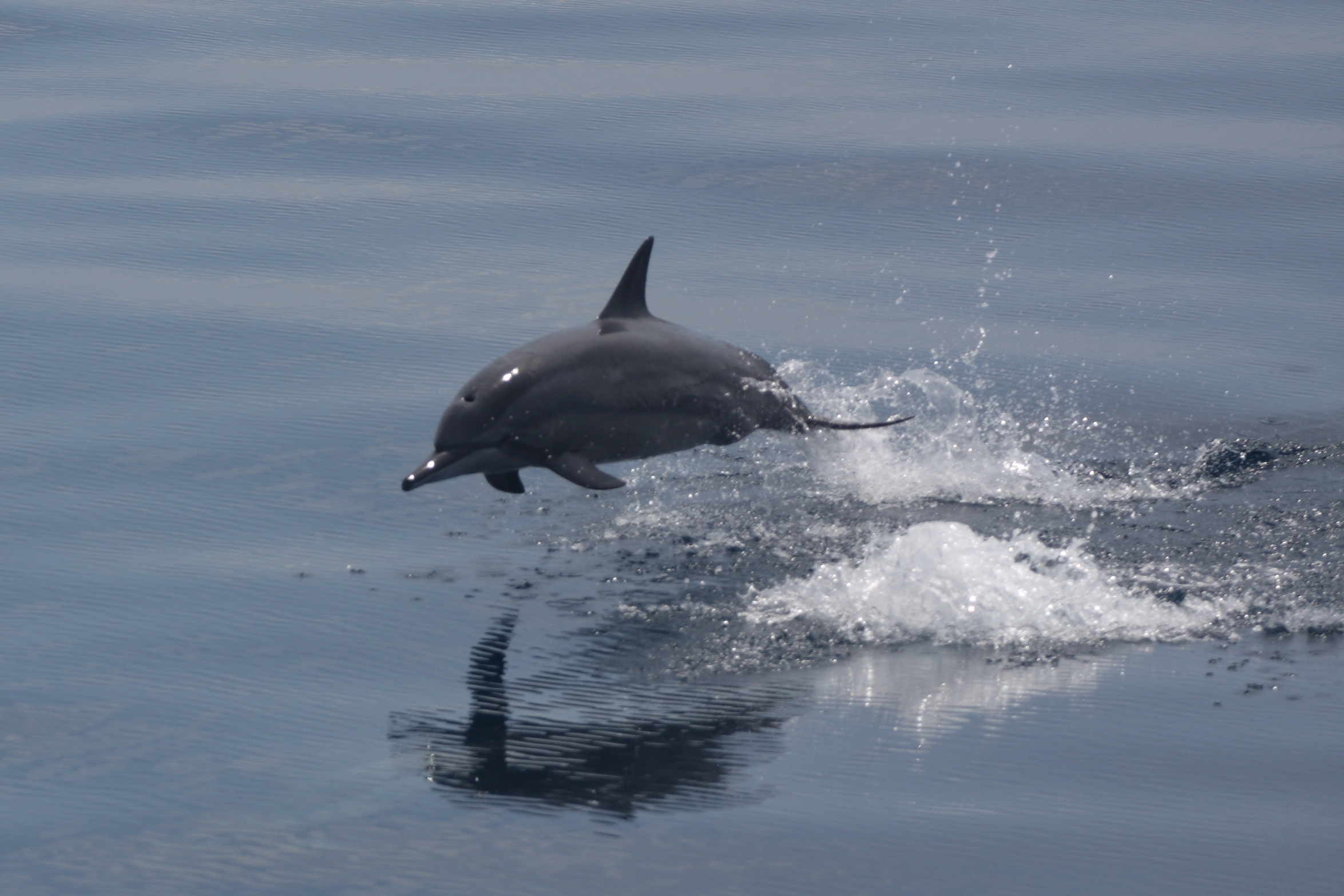
Длиннорылый продельфин

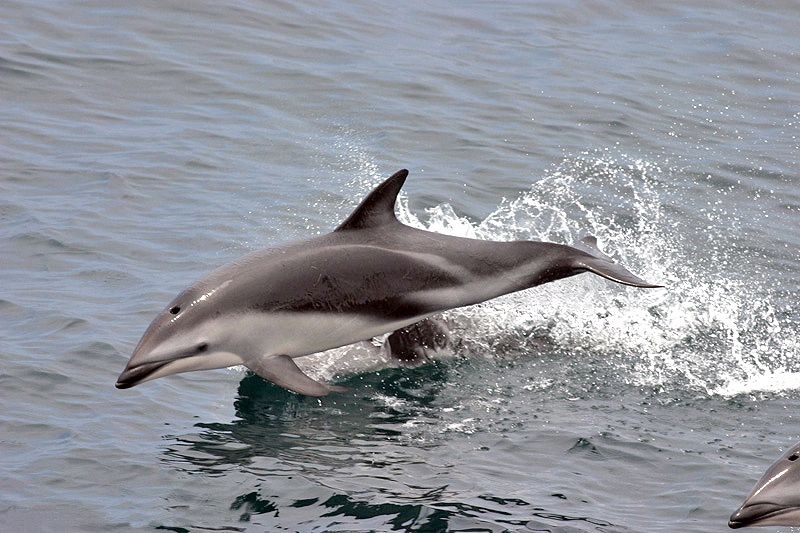
Тёмный дельфин

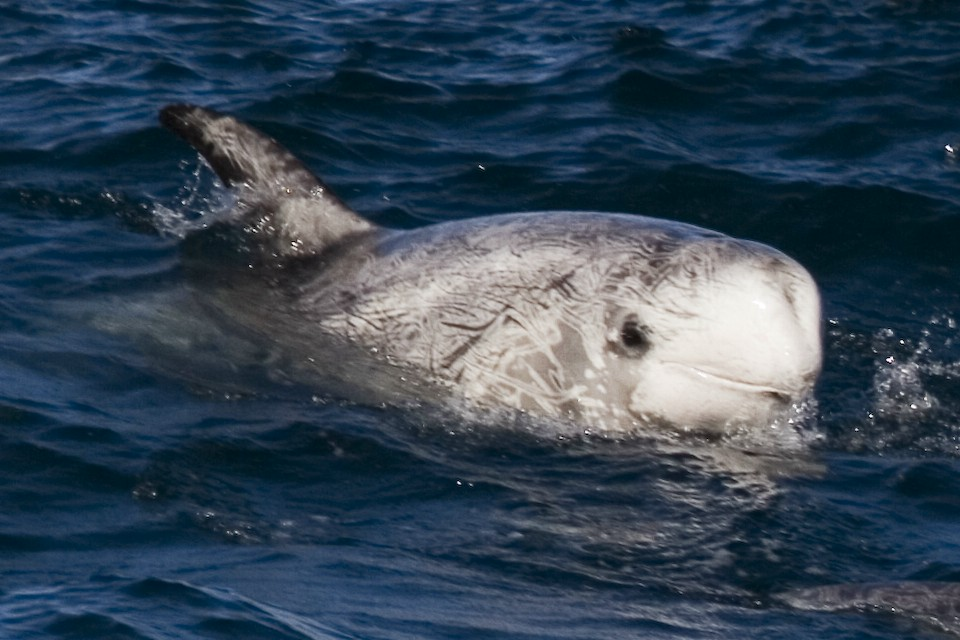
Серый дельфин

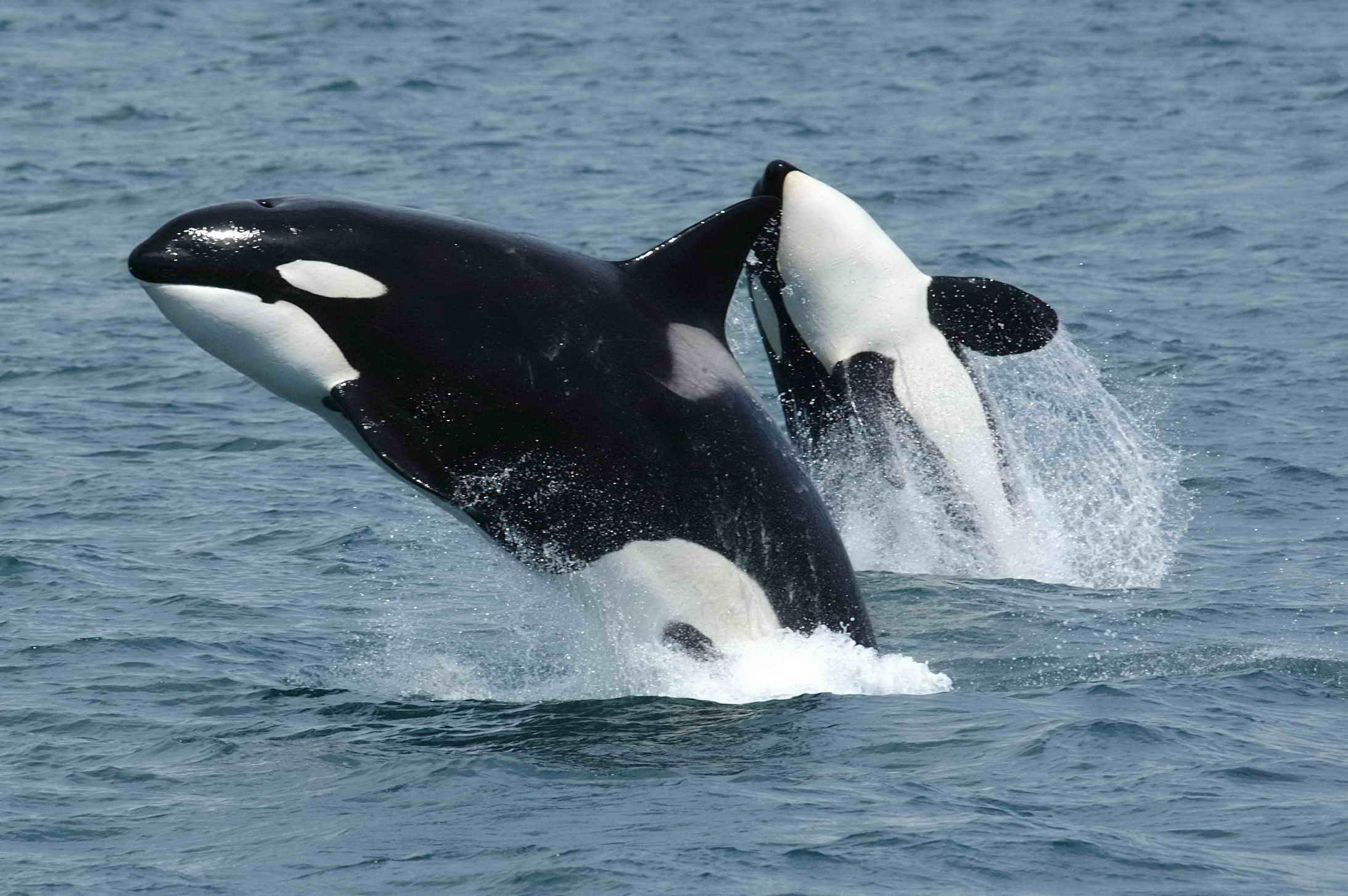
Косатка

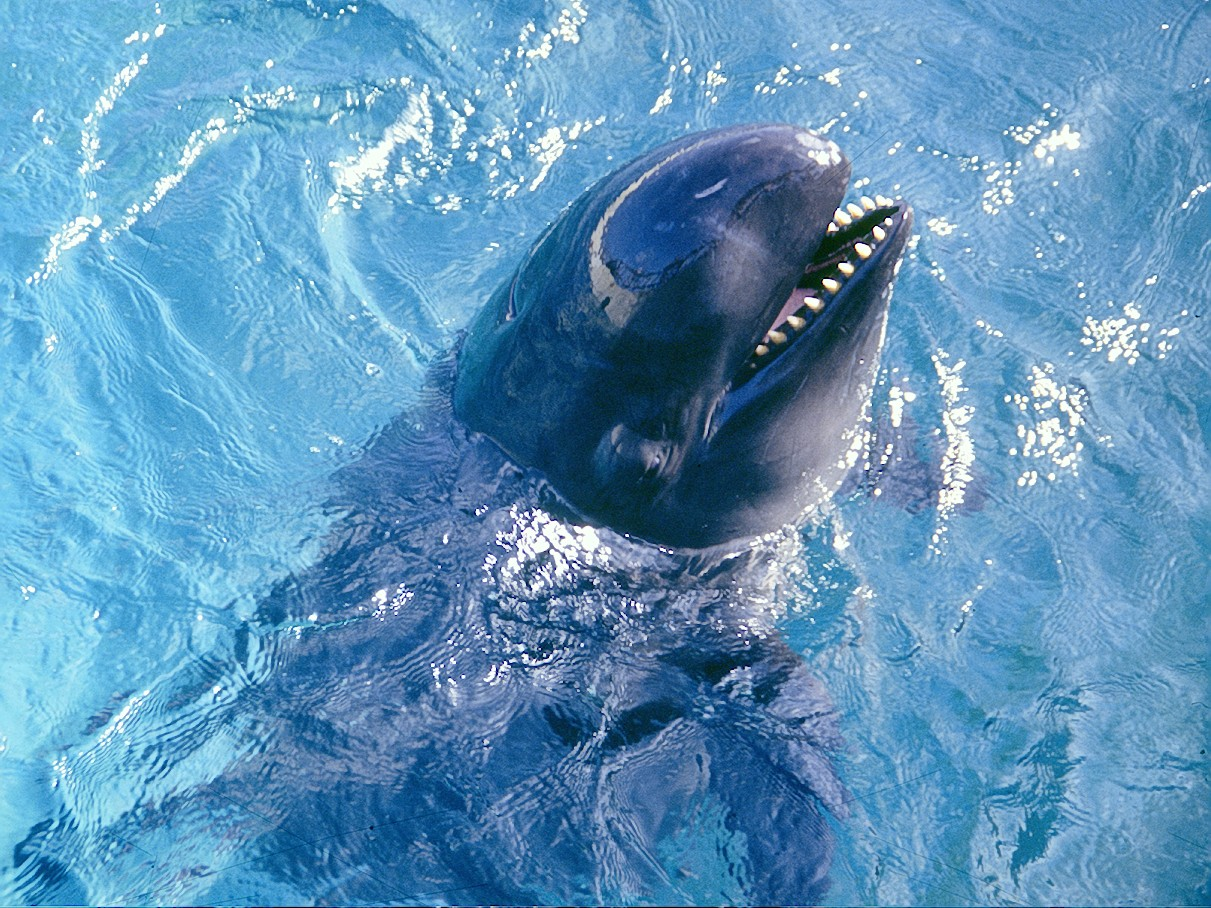
Малая косатка

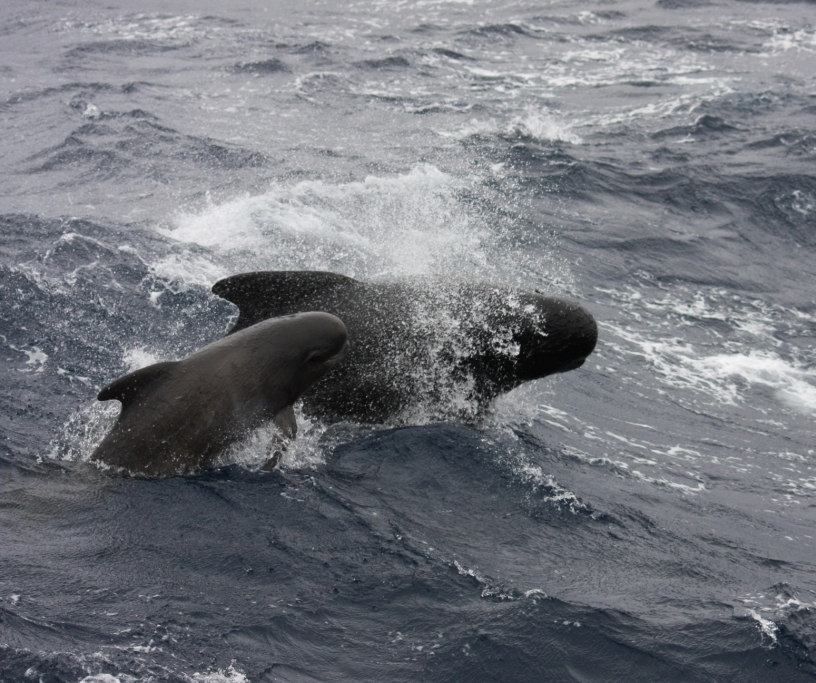
Обыкновенная гринда

- Подотряд: Whippomorpha / Cetancodonta
  - Инфраотряд: Китообразные (Cetacea)
    - Парвотряд: Усатые киты (Mysticeti)
      - Семейство: Гладкие киты (Balaenidae)
        - Род: Южные киты (Eubalaena)
          - Южный гладкий кит (Eubalaena australis) LC

      - Семейство: Полосатиковые (Balaenopteridae)
        - Род: Полосатики (Balaenoptera)
          - Малый полосатик (Balaenoptera acutorostrata) LC
          - Южный полосатик (Balaenoptera bonaerensis) DD
          - Сейвал (Balaenoptera borealis) EN
          - Полосатик Идена (Balaenoptera edeni) DD
          - Синий кит (Balaenoptera musculus) EN
          - Финвал (Balaenoptera physalus) EN

        - Род: Горбатые киты (Megaptera)
          - Горбатый кит (Megaptera novaeangliae) LC

      - Семейство: Цетотериевые (Cetotheriidae)
        - Род: Карликовые гладкие киты (Caperea)
          - Карликовый гладкий кит (Caperea marginata) DD

    - Парвотряд: Зубатые киты (Odontoceti)
      - Семейство: Кашалотовые (Physeteridae)
        - Род: Кашалоты (Physeter)
          - Кашалот (Physeter macrocephalus) VU

      - Семейство: Карликовые кашалоты (Kogiidae)
        - Род: Карликовые кашалоты (Kogia)
          - Карликовый кашалот (Kogia breviceps) DD
          - Кашалот-малютка (Kogia sima) DD

      - Семейство: Клюворыловые (Ziphidae)
        - Род: Клюворылы (Ziphius)
          - Клюворыл (Ziphius cavirostris) LC

        - Род: Берардиусы (Berardius)
          - Berardius arnuxii DD

        - Род: Тасманийские клюворылы (Tasmacetus)
          - Тасманийский клюворыл (Tasmacetus shepherdi) DD

        - Подсемейство: Hyperoodontidae
          - Род: Бутылконосы (Hyperoodon)
            - Плосколобый бутылконос (Hyperoodon planifrons) LC

          - Род: Ремнезубы (Mesoplodon)
            - Mesoplodon bowdoini DD
            - Mesoplodon grayi DD
            - Mesoplodon hectori DD
            - Mesoplodon layardii DD

      - Семейство: Ла-платские дельфины (Pontoporiidae)
        - Род: Ла-платские дельфины (Pontoporia)
          - Ла-платский дельфин (Pontoporia blainvillei) VU

      - Надсемейство: Delphinoidea
        - Семейство: Морские свиньи (Phocoenidae)
          - Род: Морские свиньи (Phocoena)
            - Phocoena dioptrica DD
            - Phocoena spinipinnis DD

        - Семейство: Дельфиновые (Delphinidae)
          - Род: Пёстрый дельфины (Cephalorhynchus)
            - Дельфин Коммерсона (Cephalorhynchus commersonii) DD
            - Белобрюхий дельфин (Cephalorhynchus eutropia) NT

          - Род: Афалины (Tursiops)
            - Афалина (Tursiops truncatus) LC

          - Род: Sagmatias
            - Южный белобокий дельфин (Sagmatias australis) DD
            - Крестовидный дельфин (Sagmatias cruciger) LC
            - Тёмный дельфин (Sagmatias obscurus) DD

          - Род: Продельфины (Stenella)
            - Узкорылый продельфин (Stenella attenuata) LC
            - Полосатый продельфин (Stenella coeruleoalba) LC
            - Длиннорылый продельфин (Stenella longirostris) DD

          - Род: Дельфины-белобочки (Delphinus)
            - Длиннорылая белобочка (Delphinus capensis) DD
            - Дельфин-белобочка (Delphinus delphis) LC

          - Род: Малайзийские дельфины (Lagenodelphis)
            - Малайзийский дельфин (Lagenodelphis hosei) LC

          - Род: Китовидные дельфины (Lissodelphis)
            - Южный китовидный дельфин (Lissodelphis peronii) DD

          - Род: Серые дельфины (Grampus)
            - Серый дельфин (Grampus griseus) LC

          - Род: Косатки (Orcinus)
            - Косатка (Orcinus orca)DD

          - Род: Малые косатки (Pseudorca)
            - Малая косатка (Pseudorca crassidens) DD

          - Род: Гринды (Globicephala)
            - Обыкновенная гринда (Globicephala melas) DD

- Подотряд: Жвачные (Ruminantia)
  - Семейство: Оленьи (Cervidae)

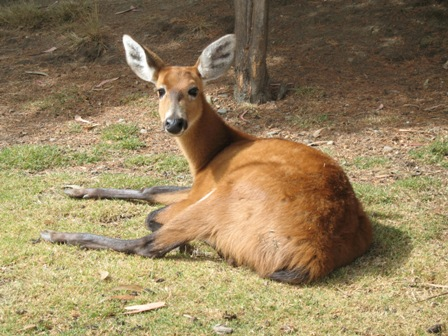
Болотный олень

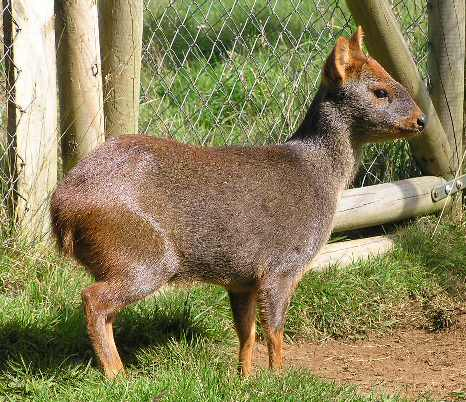
Южный пуду

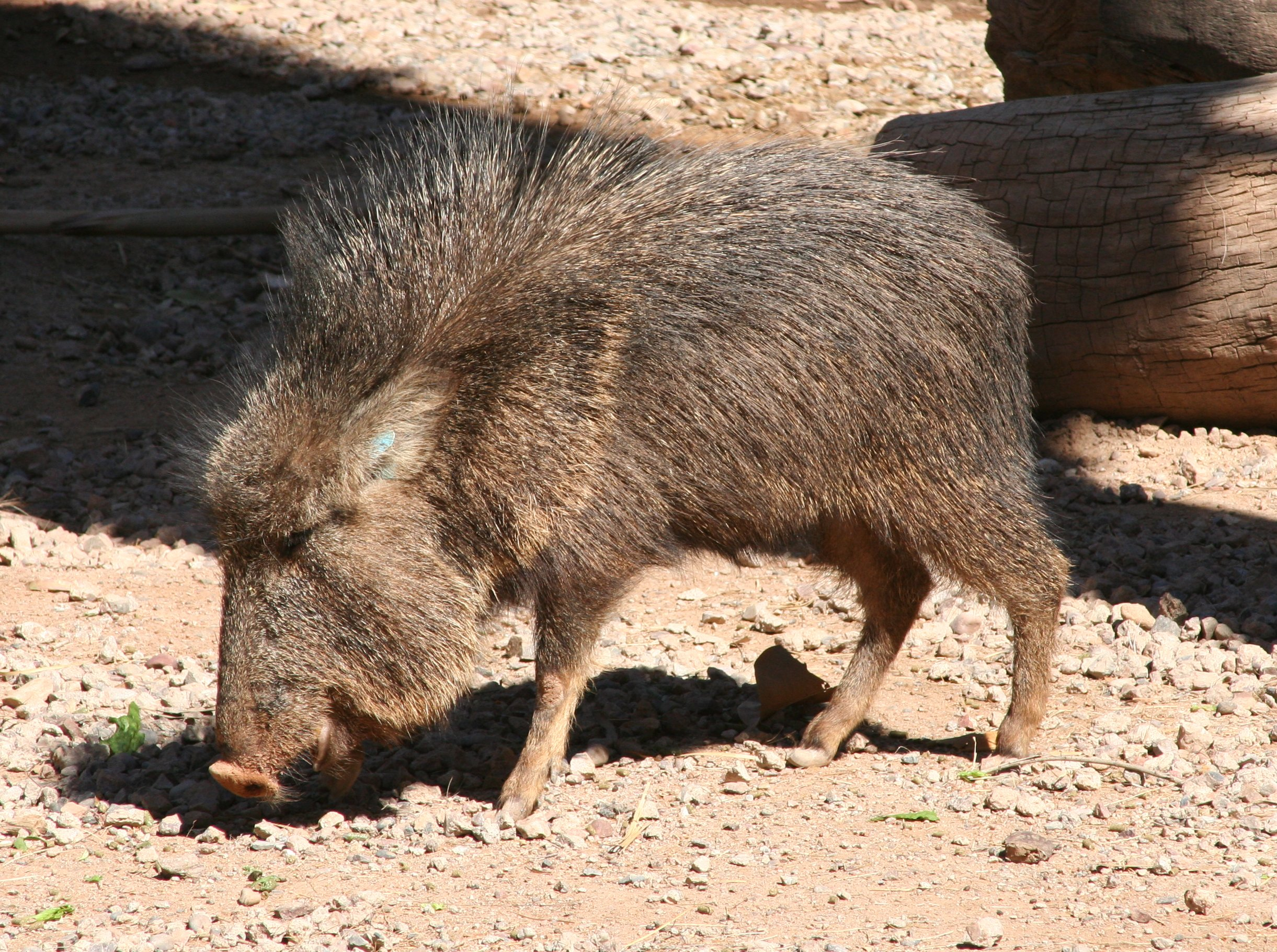
Чакский пекари

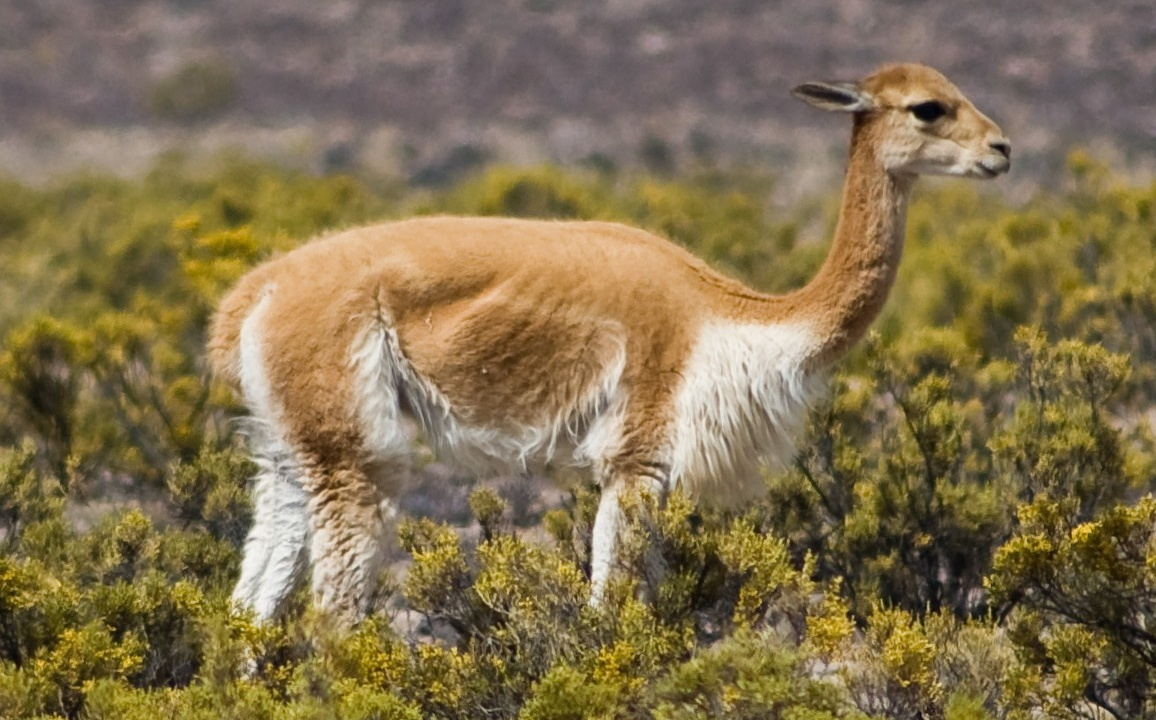
Викунья

    - Подсемейство: Косули (Capreolinae)
      - Род: Болотные олени (Blastocerus)
        - Болотный олень (Blastocerus dichotomus) VU

      - Род: Гуемалы (Hippocamelus)
        - Тарука (Hippocamelus antisensis) VU
        - Южноандский олень (Hippocamelus bisulcus) EN

      - Род: Мазамы (Mazama)
        - Большой мазама (Mazama americana) DD
        - Серый мазама (Mazama gouazoupira) LC
        - Малая мазама (Mazama nana) DD

      - Род: Пампасные олени (Ozotoceros)
        - Пампасный олень (Ozotoceros bezoarticus) NT

      - Род: Пуду (Pudu)
        - Южный пуду (Pudu pudu) VU
- Подотряд: Свинообразные (Suina)
  - Семейство: Пекариевые (Tayassuidae)
    - Род: Catagonus
      - Чакский пекари (Catagonus wagneri) EN

    - Род: Dicotyles
      - Ошейниковый пекари (Dicotyles tajacu) LC

    - Род: Tayassu
      - Белобородый пекари (Tayassu pecari) NT
- Подотряд: Мозоленогие (Tylopoda)
  - Семейство: Верблюдовые (Camelidae)
    - Род: Ламы (Lama)
      - Гуанако (Lama guanicoe) LC

    - Род: Викуньи (Vicugna)
      - Викунья (Vicugna vicugna) LC

#### Отряд:Хищные(Carnivora)

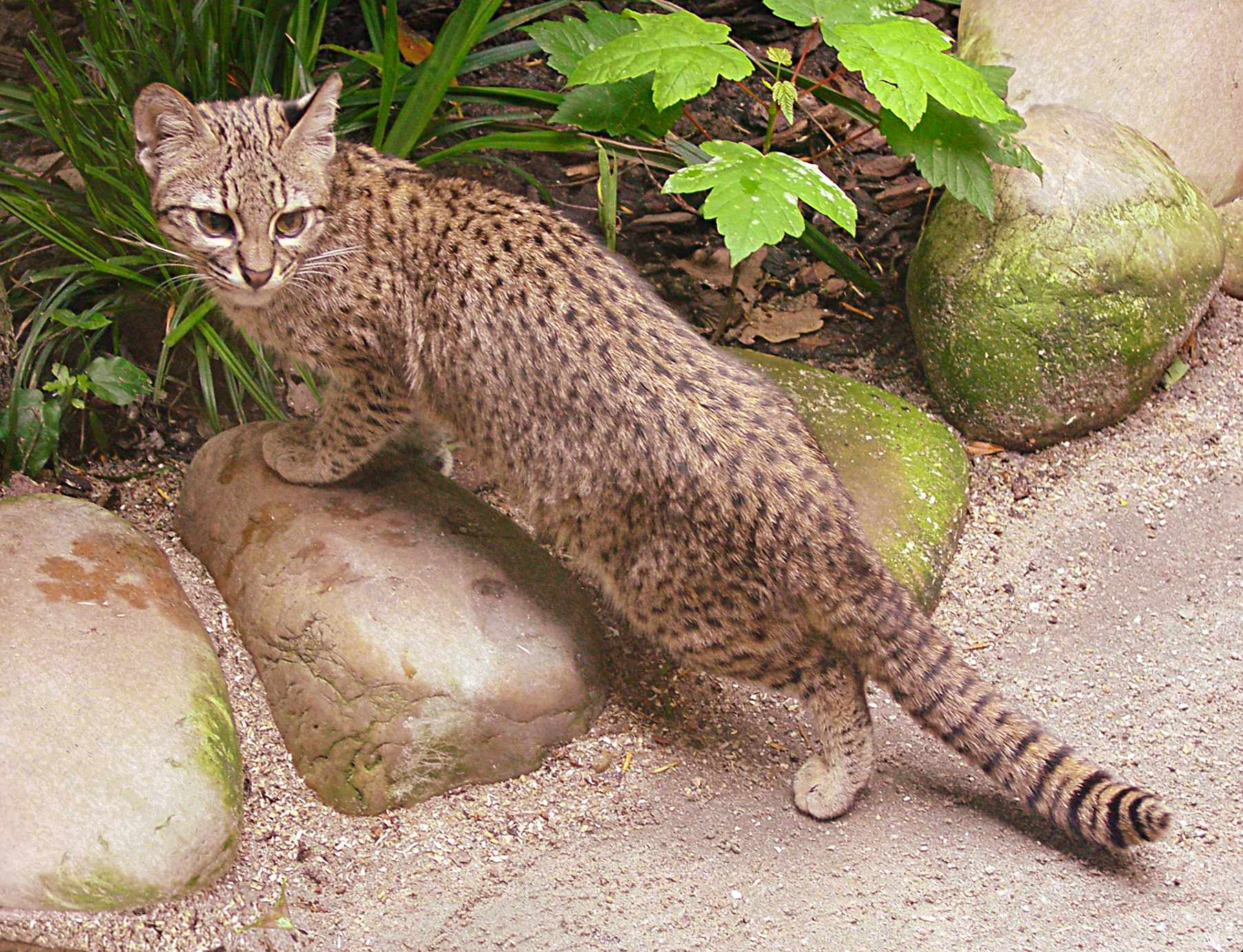
Кошка Жоффруа

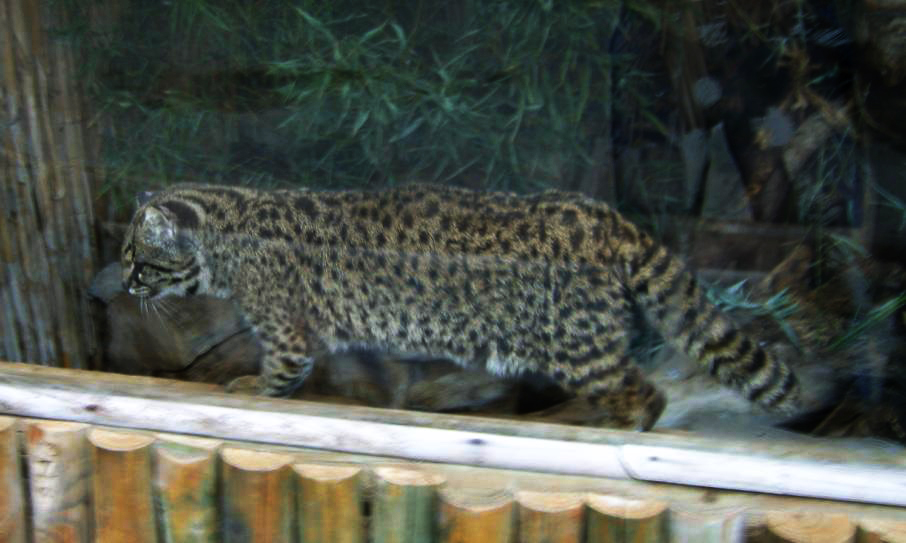
Чилийская кошка

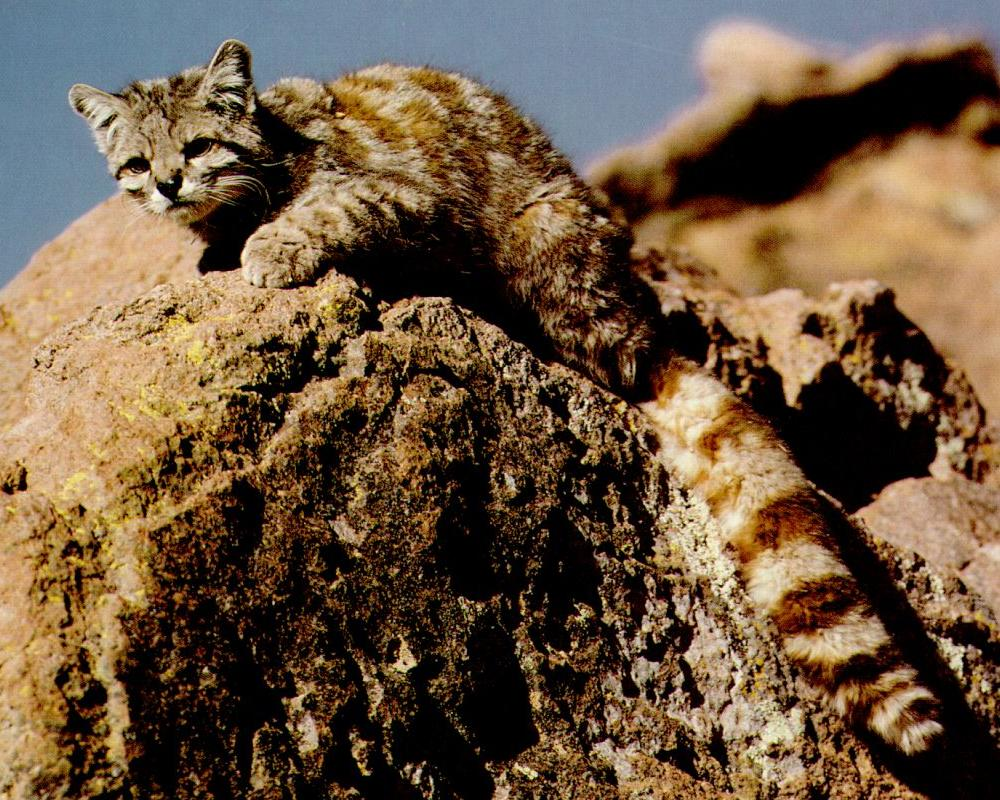
Андская кошка

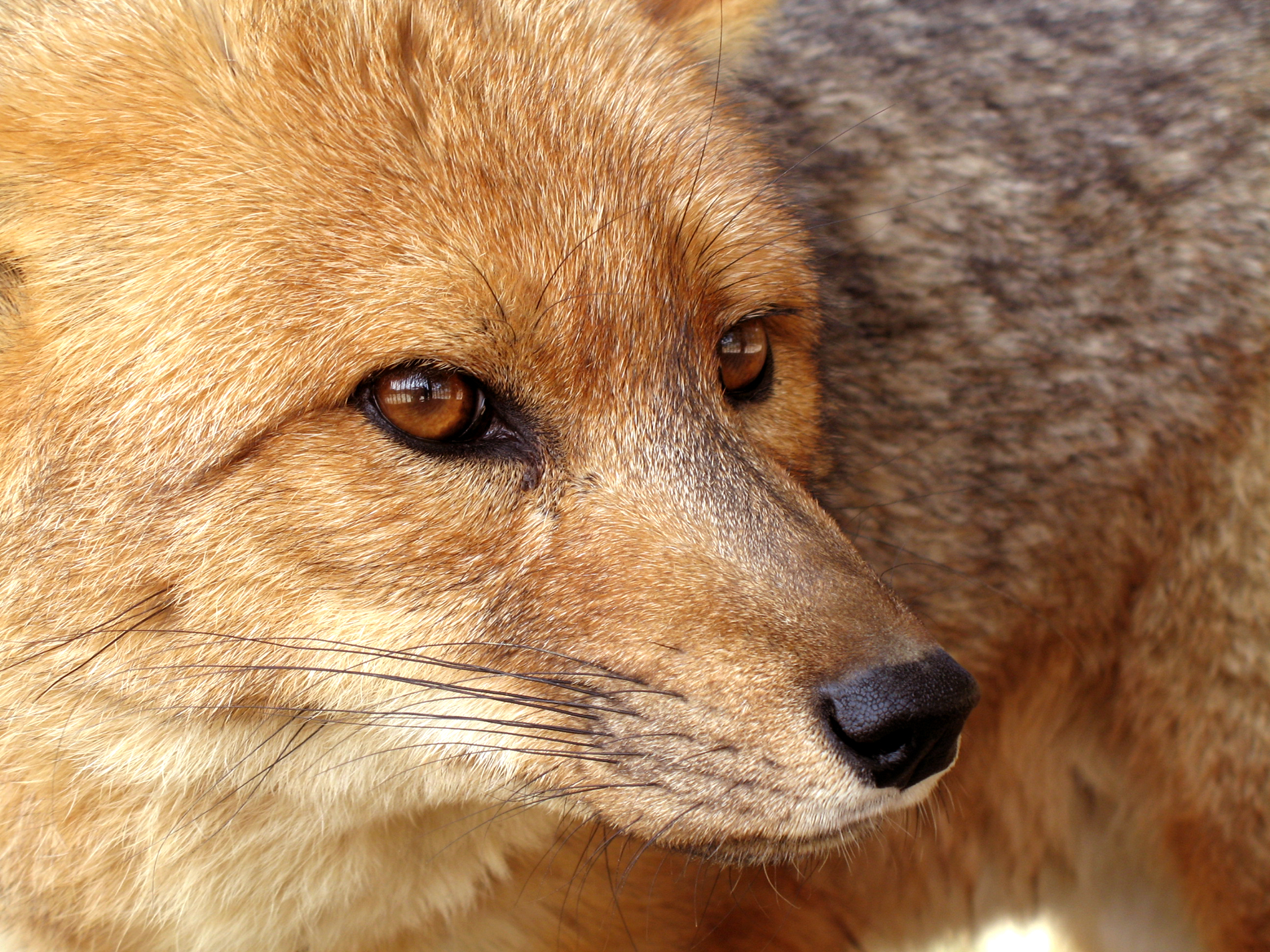
Андская лисица

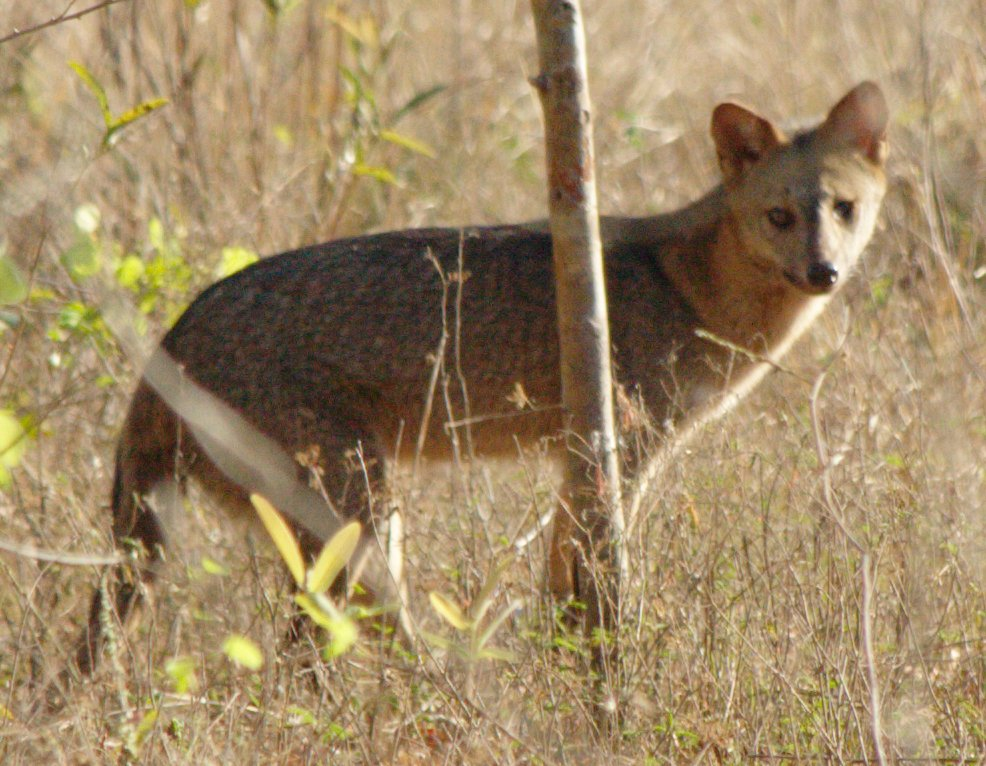
Майконг

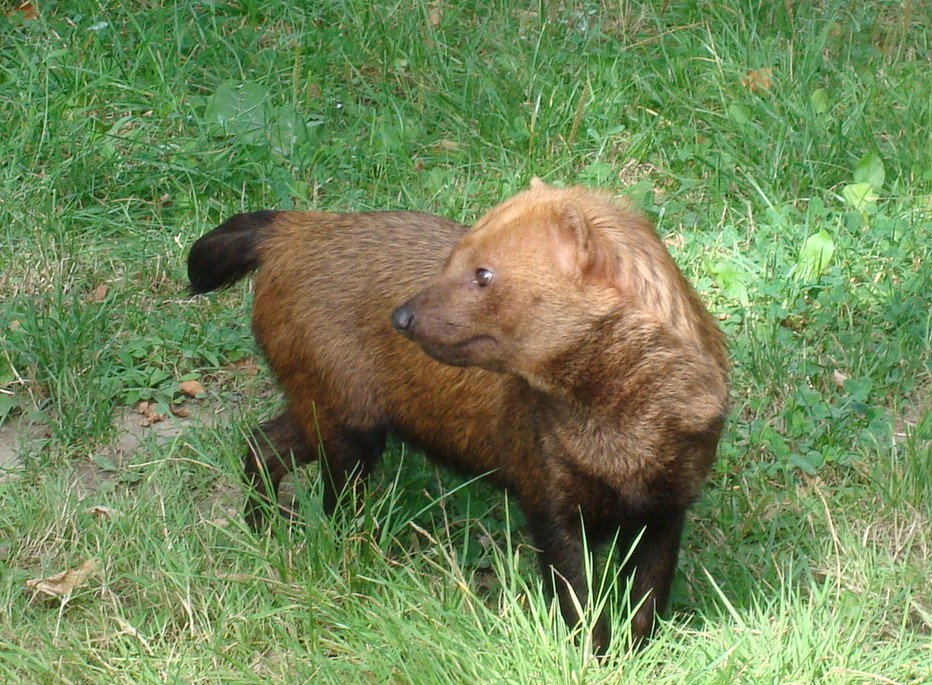
Кустарниковая собака

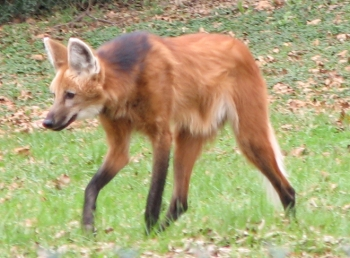
Гривистый волк

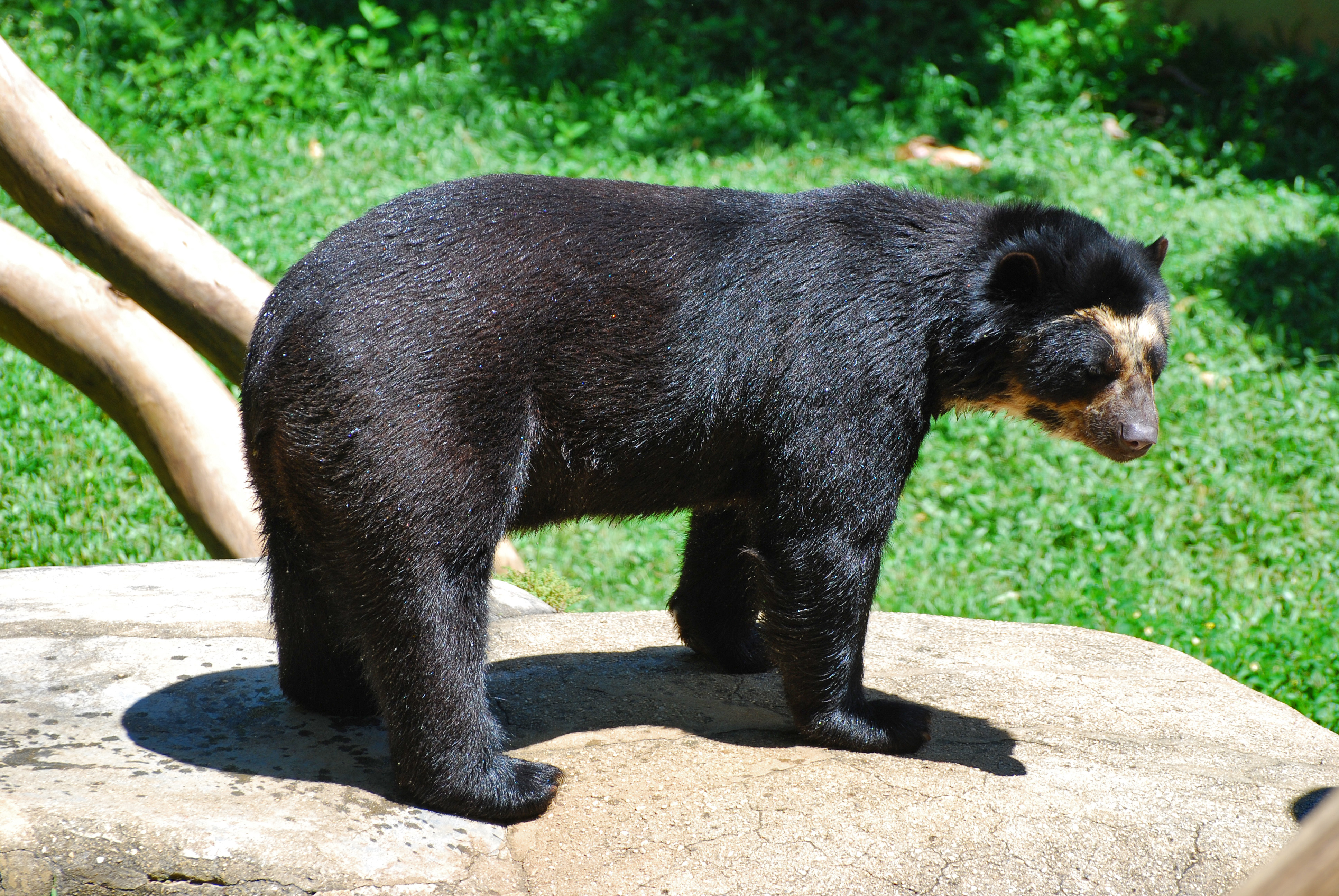
Очковый медведь

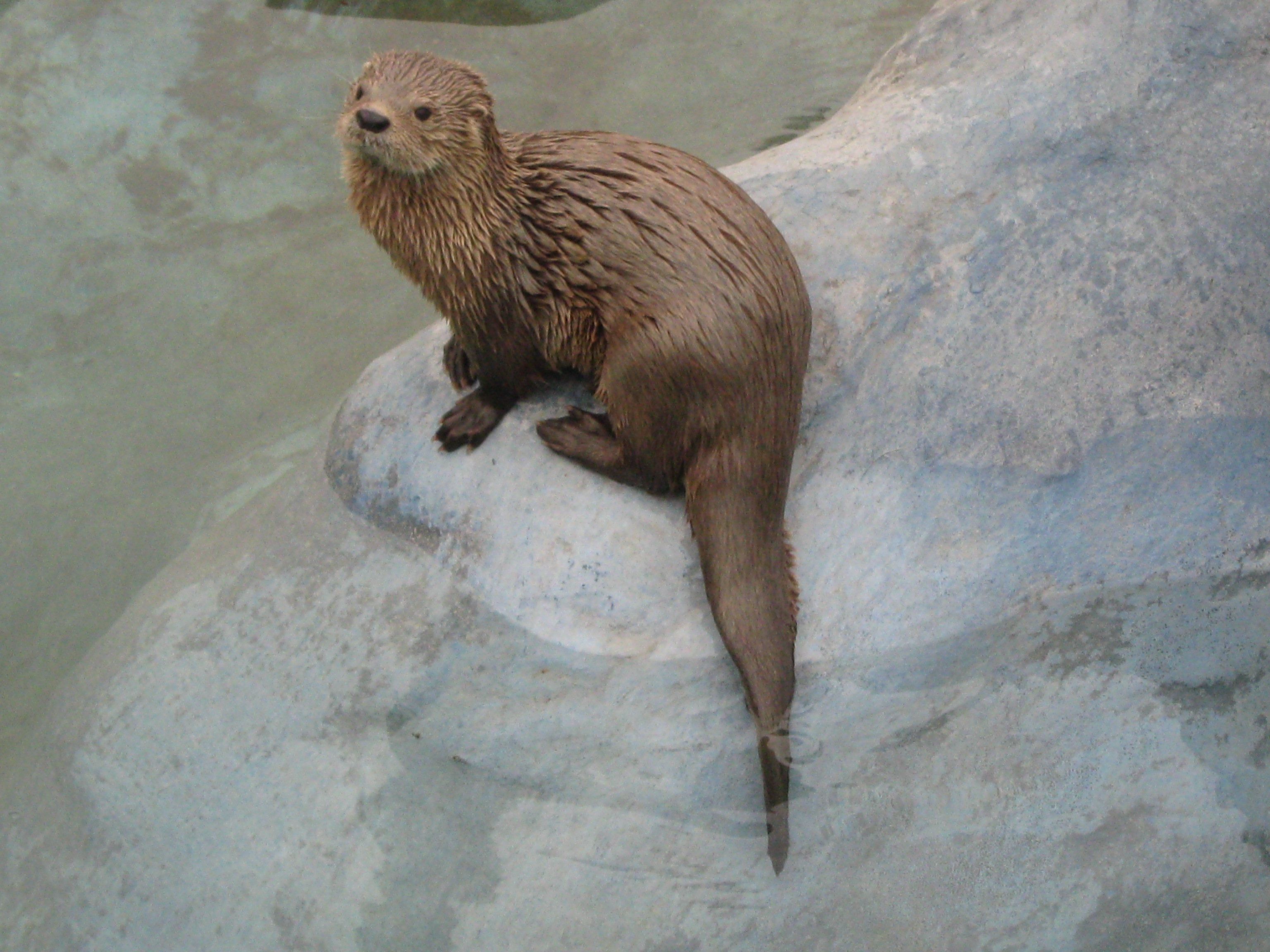
Кошачья выдра

- Подотряд: Кошкообразные (Feliformia)
  - Семейство: Кошачьи (Felidae)
    - Подсемейство: Малые кошки (Felinae)
      - Род: Тигровые кошки (Leopardus)
        - Пампасская кошка (Leopardus colocolo) NT
        - Кошка Жоффруа (Leopardus geoffroyi) NT
        - Чилийская кошка (Leopardus guigna) VU
        - Андская кошка (Leopardus jacobitus) EN
        - Оцелот (Leopardus pardalis) LC
        - Онцилла (Leopardus tigrinus) VU
        - Длиннохвостая кошка (Leopardus wiedii) NT

      - Род: Пумы (Puma)
        - Пума (Puma concolor) LC
        - Ягуарунди (Puma yagouaroundi) LC

    - Подсемейство: Большие кошки (Pantherinae)
      - Род: Пантеры (Panthera)
        - Ягуар (Panthera onca) NT
- Подотряд: Собакообразные (Caniformia)
  - Семейство: Псовые (Canidae)
    - Род: Южноамериканские лисицы (Lycalopex)
      - Андская лисица (Lycalopex culpaeus) LC
      - Южноамериканская лисица (Lycalopex griseus) LC
      - Парагвайская лисица (Lycalopex gymnocercus) LC

    - Род: Майконги (Cerdocyon)
      - Майконг (Cerdocyon thous) LC

    - Род: Кустарниковые собаки (Speothos)
      - Кустарниковая собака (Speothos venaticus) NT

    - Род: Гривистые волки (Chrysocyon)
      - Гривистый волк (Chrysocyon brachyurus) NT

  - Семейство: Медвежьи (Ursidae)
    - Род: Очковые медведи (Tremarctos)
      - Очковый медведь (Tremarctos ornatus) VU

  - Семейство: Енотовые (Procyonidae)
    - Род: Еноты (Procyon)
      - Енот-ракоед (Procyon cancrivorus) LC

    - Род: Носухи (Nasua)
      - Обыкновенная носуха (Nasua nasua) LC

  - Семейство: Куньи (Mustelidae)
    - Подсемейство: Guloninae
      - Род: Тайры (Eira)
        - Тайра (Eira barbara) LC

    - Подсемейство: Ictonychinae
      - Род: Гризоны (Galictis)
        - Малый гризон (Galictis cuja) LC

      - Род: Патагонские ласки (Lyncodon)
        - Патагонская ласка (Lyncodon patagonicus) DD

    - Подсемейство: Выдровые (Lutrinae)
      - Род: Американские выдры (Lontra)
        - Кошачья выдра (Lontra felina) EN
        - Длиннохвостая выдра (Lontra longicaudis)[ DD
        - Южная выдра (Lontra provocax) EN

      - Род: Гигантские выдры (Pteronura)
        - Бразильская выдра (Pteronura brasiliensis) EN

  - Семейство: Скунсовые (Mephitidae)
    - Род: Свиноносые скунсы (Conepatus)
      - Южноамериканский скунс (Conepatus chinga) LC
      - Скунс Гумбольдта (Conepatus humboldtii) LC

  - Семейство: Ушастые тюлени (Otariidae)
    - Род: Южные морские котики (Arctocephalus)
      - Южноамериканский морской котик (Arctocephalus australis) LC
      - Субтропический морской котик (Arctocephalus tropicalis) LC

    - Род: Южные морские львы (Otaria)
      - Южный морской лев (Otaria flavescens) LC

  - Семейство: Настоящие тюлени (Phocidae)
    - Подсемейство: Monachinae
      - Род: Тюлень Уэдделла (Leptonychotes)
        - Тюлень Уэдделла (Leptonychotes weddellii) LC

    - Род: Крабоеды (Lobodon)
      - Тюлень-крабоед (Lobodon carcinophaga) LC

    - Род: Морские слоны (Mirounga)
      - Южный морской слон (Mirounga leonina) LC